# Pamiers
Pamiers (Pàmias en occitan) est une commune française située dans le nord du département de l'Ariège, en région Occitanie. Sur le plan historique et culturel, la commune fait partie du pays de l'Aguanaguès ou plaine d'Ariège, parfois appelé basse Ariège, ou piémont ariégeois.
Exposée à un climat océanique altéré, elle est drainée par l'Ariège, le Crieu, le Galage, l'Estrique, le ruisseau de la Galage et par divers autres petits cours d'eau. La commune possède un patrimoine naturel remarquable : un site Natura 2000 (« Garonne, Ariège, Hers, Salat, Pique et Neste »), deux espaces protégés (le « cours de l'Ariège » et le « tronçon du cours de l'Ariège ») et quatre zones naturelles d'intérêt écologique, faunistique et floristique.
Pamiers est une commune urbaine qui compte 16 512 habitants en 2022. Elle appartient à l'unité urbaine de Pamiers et fait partie de l'aire d'attraction de Pamiers. Ses habitants sont appelés les Appaméens ou Appaméennes.
Établie sur la rive droite de l'Ariège, au pied des premiers contreforts de la chaîne pyrénéenne, la ville, de tradition industrielle du fait de la présence d'une importante usine métallurgique, possède aussi un patrimoine architectural important, constitué de plusieurs bâtiments civils et religieux en brique toulousaine, principalement concentrés dans la vieille ville entourée de canaux.
Pamiers est, avec Saint-Girons, une des deux sous-préfectures du département de l'Ariège, la préfecture étant Foix, située à une vingtaine de kilomètres au sud, en amont sur la rivière Ariège. Pamiers est cependant la commune la plus peuplée du département avec 16 512 habitants en 2022. Son unité urbaine compte 30 394 habitants en 2022 et son aire d'attraction 44 917 habitants en 2022.

## Géographie

### Localisation
1. Carte dynamique
2. Carte Openstreetmap
3. Carte topographique
4. Carte avec les communes environnantes

Pamiers est située dans la plaine de Basse-Ariège, au pied des collines du Terrefort ariégeois, à environ 64 kilomètres au sud de Toulouse, 20 kilomètres au nord de Foix, 70 kilomètres à l'ouest de Carcassonne et 93 kilomètres à l'est de Saint-Gaudens.
Distances kilométriques (routes/autoroutes) : Andorre-la-Vieille : 117 km, Barcelone : 269 km, Bayonne : 310 km, Bordeaux : 302 km, Carcassonne : 70 km, Foix : 20 km, Lyon : 622 km, Marseille : 385 km, Montpellier : 213 km, Narbonne : 134 km, Nîmes : 302 km, Paris : 725 km, Pau : 208 km, Perpignan : 220 km, Saint-Gaudens : 93 km, Saint-Girons : 53 km, Tarbes : 167 km, Toulouse : 64 km.

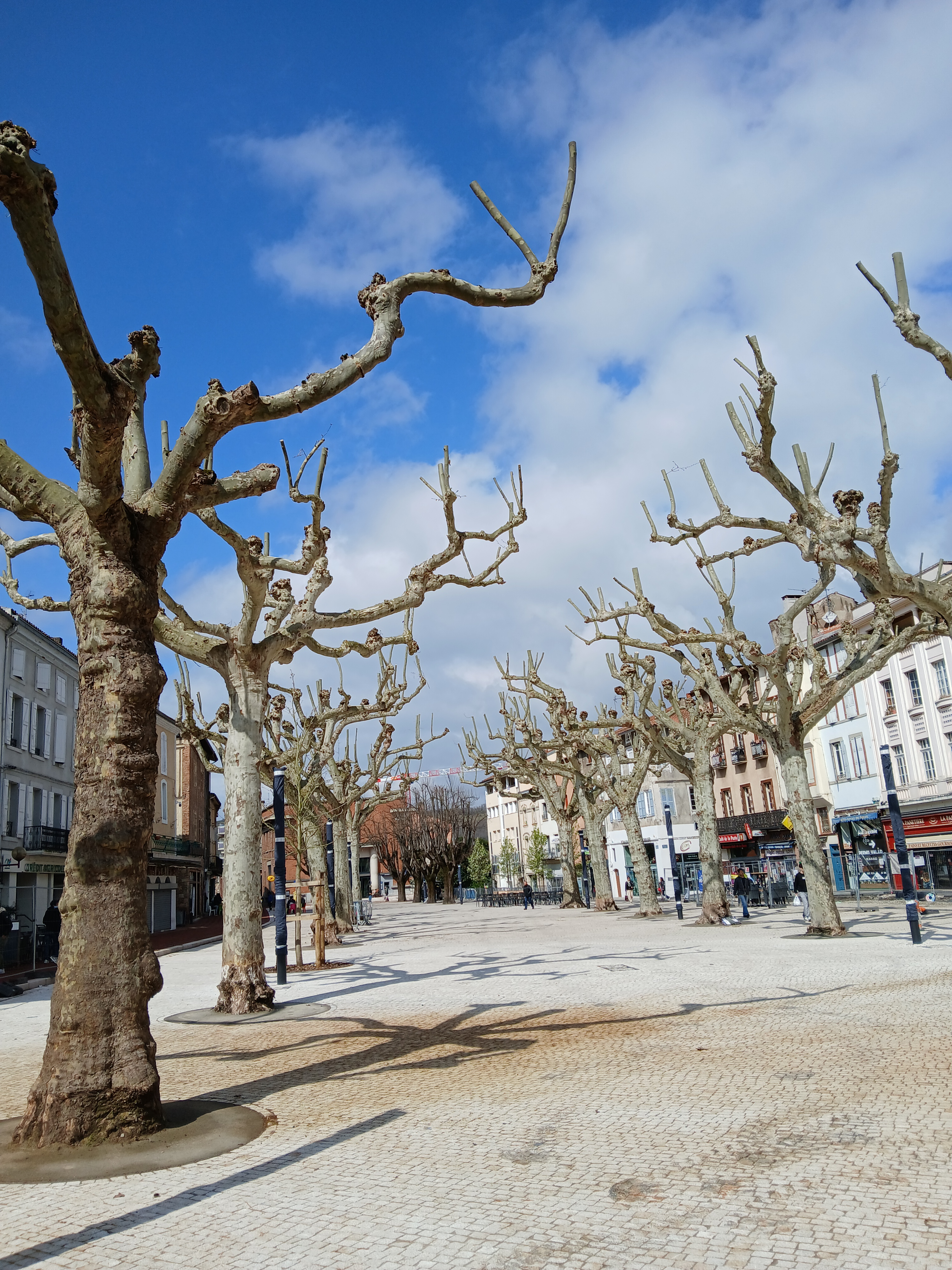
Place de la République rénovée en 2025

### Communes limitrophes
Pamiers est limitrophe de treize autres communes.
Les communes limitrophes sont Benagues, Bézac, Bonnac, Le Carlaret, Escosse, Madière, Montaut, Saint-Bauzeil, Saint-Jean-du-Falga, Saint-Victor-Rouzaud, La Tour-du-Crieu, Verniolle, Villeneuve-du-Paréage et Bézac (d).
| Bézac                               | Bonnac                        | Villeneuve-du-Paréage, Montaut |
| Escosse, Madière                    | Pamiers                       | Le Carlaret                    |
| Saint-Victor-Rouzaud, Saint-Bauzeil | Benagues, Saint-Jean-du-Falga | La Tour-du-Crieu, Verniolle    |

### Géologie et relief
La commune est située dans le Bassin aquitain, le deuxième plus grand bassin sédimentaire de la France après le Bassin parisien, certaines parties étant recouvertes par des formations superficielles. Les terrains affleurants sur le territoire communal sont constitués de roches sédimentaires datant du Cénozoïque, l'ère géologique la plus récente sur l'échelle des temps géologiques, débutant il y a 66 millions d'années. La structure détaillée des couches affleurantes est décrite dans la feuille « n°1057 - Pamiers » de la carte géologique harmonisée au 1/50 000ème du département de l'Ariège, et sa notice associée.
La superficie cadastrale de la commune publiée par l’Insee, qui sert de références dans toutes les statistiques, est de 45,85 km2,. La superficie géographique, issue de la BD Topo, composante du Référentiel à grande échelle produit par l'IGN, est quant à elle de 46,36 km2. Son relief est relativement accidenté puisque la dénivelée maximale atteint 217 mètres. L'altitude du territoire varie entre 256 m et 473 m.
Pamiers est située sur la première terrasse de l'Ariège.

### Hydrographie
La commune est dans le bassin versant de la Garonne, au sein du bassin hydrographique Adour-Garonne. Elle est drainée par l'Ariège, le Crieu, la Galage, l'Estrique, le ruisseau de la Galage, un bras de l'Ariège, le ruisseau de Faurie, le ruisseau de Labayche, le ruisseau de Lafitte, et par divers petits cours d'eau, constituant un réseau hydrographique de 44 km de longueur totale,.
L'Ariège, d'une longueur totale de 162,91 km, prend sa source dans la commune de Porta et s'écoule du sud vers le nord. Elle traverse la commune et se jette dans la Garonne à Portet-sur-Garonne, après avoir traversé 56 communes.
Le Crieu, d'une longueur totale de 34,8 km, prend sa source dans la commune de Ventenac et s'écoule du sud vers le nord. Il traverse la commune et se jette dans l'Ariège à Saverdun, après avoir traversé 14 communes.
La Galage, d'une longueur totale de 19,3 km, prend sa source dans la commune de Pamiers et s'écoule du sud vers le nord. Il traverse la commune et se jette dans l'Ariège à Cintegabelle, après avoir traversé 6 communes.
L'Estrique, d'une longueur totale de 16,5 km, prend sa source dans la commune de Saint-Victor-Rouzaud et s'écoule du sud vers le nord. Il traverse la commune et se jette dans l'Ariège à Bézac, après avoir traversé 5 communes.

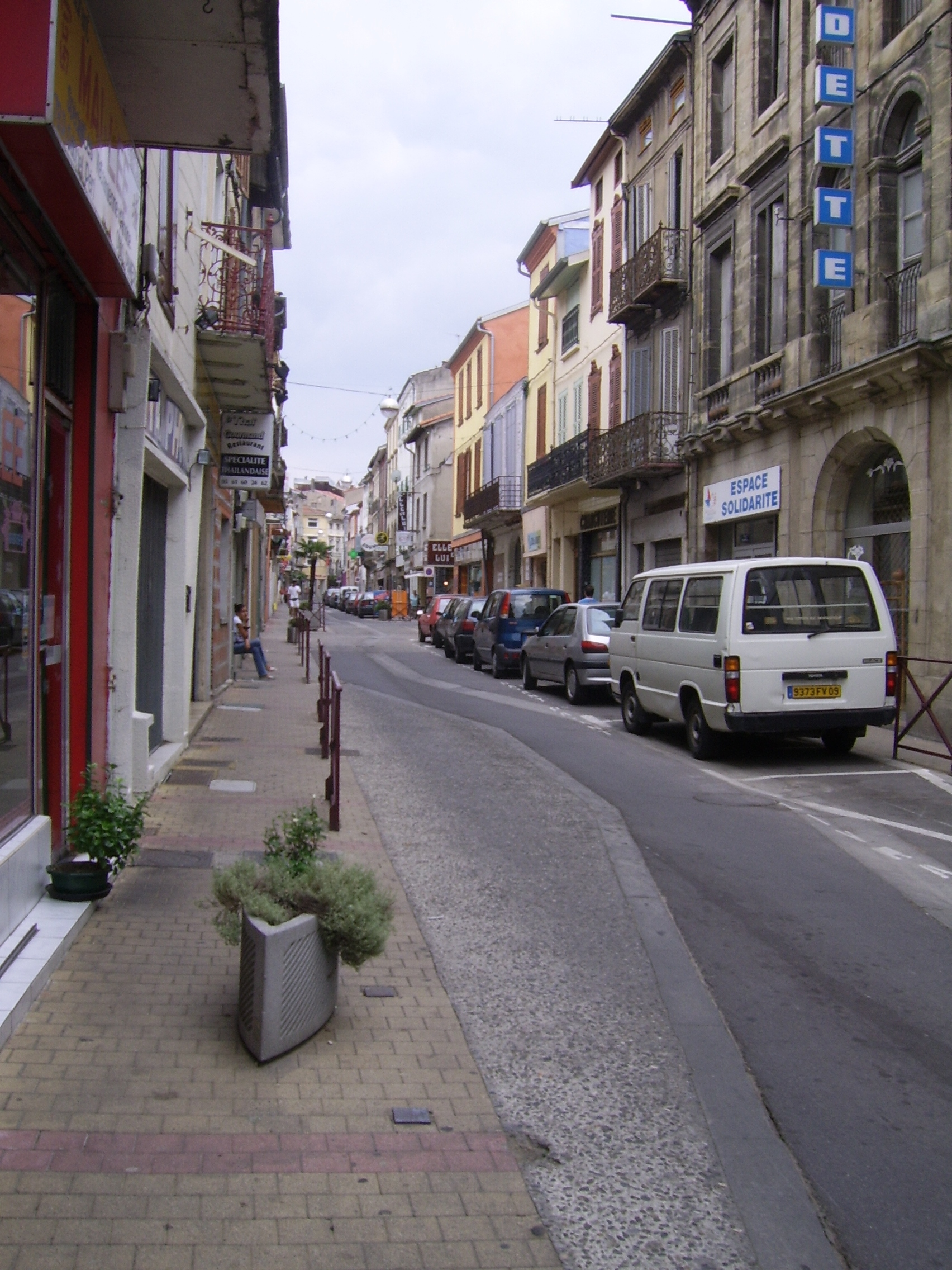
Une rue du centre-ville.
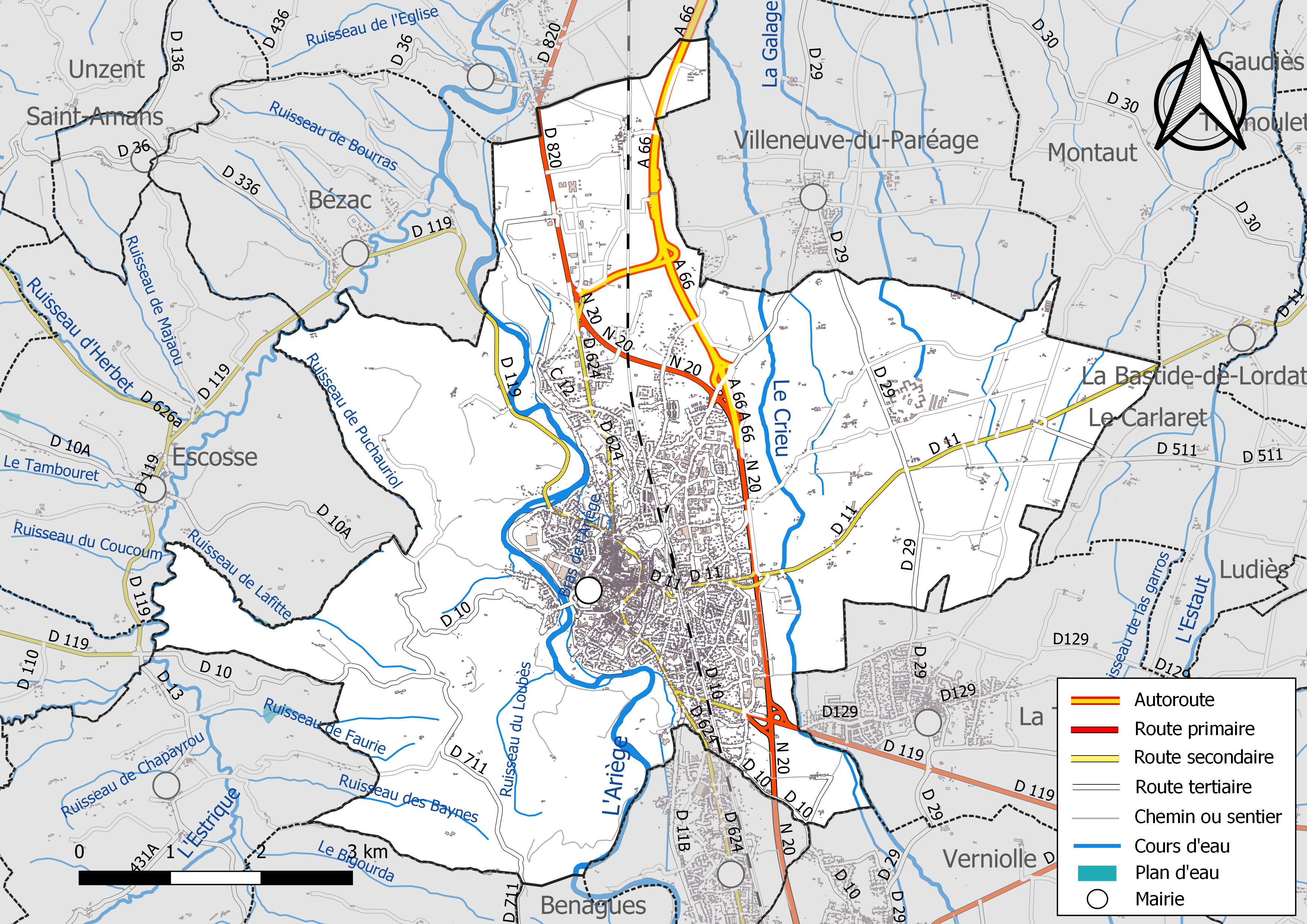
Réseaux hydrographique et routier de Pamiers

### Climat
Pour des articles plus généraux, voir Climat de l'Occitanie et Climat de l'Ariège.
En 2010, le climat de la commune est de type climat du Bassin du Sud-Ouest, selon une étude du Centre national de la recherche scientifique s'appuyant sur une série de données couvrant la période 1971-2000. En 2020, Météo-France publie une typologie des climats de la France métropolitaine dans laquelle la commune est exposée à un climat de montagne ou de marges de montagne et est dans la région climatique Pyrénées centrales, caractérisée par une pluviométrie annuelle de 1 000 à 1 200 mm.
Pour la période 1971-2000, la température annuelle moyenne est de 12,8 °C, avec une amplitude thermique annuelle de 15,3 °C. Le cumul annuel moyen de précipitations est de 813 mm, avec 9,7 jours de précipitations en janvier et 5,9 jours en juillet. Pour la période 1991-2020, la température moyenne annuelle observée sur la station météorologique de Météo-France la plus proche, « Montaut », dans la commune de Montaut à 8 km à vol d'oiseau, est de 13,7 °C et le cumul annuel moyen de précipitations est de 677,1 mm,. Pour l'avenir, les paramètres climatiques de la commune estimés pour 2050 selon différents scénarios d'émission de gaz à effet de serre sont consultables sur un site dédié publié par Météo-France en novembre 2022.
| Mois                                  | jan.          | fév.           | mars          | avril         | mai           | juin          | jui.          | août          | sep.          | oct.          | nov.          | déc.          | année      |
| ------------------------------------- | ------------- | -------------- | ------------- | ------------- | ------------- | ------------- | ------------- | ------------- | ------------- | ------------- | ------------- | ------------- | ---------- |
| Température minimale moyenne (°C)     | 2,6           | 2,5            | 5             | 7,8           | 10,7          | 14,5          | 16,4          | 16,2          | 13,5          | 10,5          | 6,2           | 3,3           | 9,1        |
| Température moyenne (°C)              | 5,9           | 6,4            | 9,5           | 12,5          | 15,5          | 19,8          | 21,9          | 21,9          | 18,9          | 15            | 9,8           | 6,8           | 13,7       |
| Température maximale moyenne (°C)     | 9,2           | 10,3           | 13,9          | 17,2          | 20,2          | 25            | 27,4          | 27,5          | 24,3          | 19,5          | 13,5          | 10,3          | 18,2       |
| Record de froid (°C) date du record   | −7,4 11.01.10 | −11,7 09.02.12 | −8,7 01.03.05 | −1,4 05.04.22 | 0,4 04.05.10  | 5,9 01.06.06  | 9,7 03.07.02  | 7,6 31.08.10  | 4,7 25.09.02  | −1,4 25.10.03 | −5,2 18.11.07 | −8,1 23.12.05 | −11,7 2012 |
| Record de chaleur (°C) date du record | 20,8 18.01.07 | 24,1 27.02.19  | 23,4 20.03.05 | 28,1 09.04.11 | 31,4 18.05.22 | 38,6 17.06.22 | 38,9 17.07.22 | 41,1 23.08.23 | 33,7 05.09.06 | 31,2 01.10.23 | 25,1 14.11.23 | 20,1 31.12.21 | 41,1 2023  |
| Ensoleillement (h)                    | 100,1         | 128,8          | 170,3         | 195,4         | 210,2         | 237,7         | 259,5         | 241,7         | 212           | 170,7         | 118,7         | 113,2         | 2 158,2    |
| Précipitations (mm)                   | 67,8          | 45,2           | 55,9          | 68,4          | 78,8          | 54,4          | 46            | 43,1          | 42,3          | 55,6          | 63,4          | 56,2          | 677,1      |

| Diagramme climatique                                  |             |           |             |              |            |            |              |              |              |             |             |
| J                                                     | F           | M         | A           | M            | J          | J          | A            | S            | O            | N           | D           |
| 9,22,667,8                                            | 10,32,545,2 | 13,9555,9 | 17,27,868,4 | 20,210,778,8 | 2514,554,4 | 27,416,446 | 27,516,243,1 | 24,313,542,3 | 19,510,555,6 | 13,56,263,4 | 10,33,356,2 |
| Moyennes : • Temp. maxi et mini °C • Précipitation mm |             |           |             |              |            |            |              |              |              |             |             |

## Urbanisme

### Typologie
Au 1er janvier 2024, Pamiers est catégorisée centre urbain intermédiaire, selon la nouvelle grille communale de densité à 7 niveaux définie par l'Insee en 2022.
Elle appartient à l'unité urbaine de Pamiers, une agglomération intra-départementale dont elle est ville-centre,. Par ailleurs la commune fait partie de l'aire d'attraction de Pamiers, dont elle est la commune-centre,. Cette aire, qui regroupe 52 communes, est catégorisée dans les aires de moins de 50 000 habitants,.

### Occupation des sols

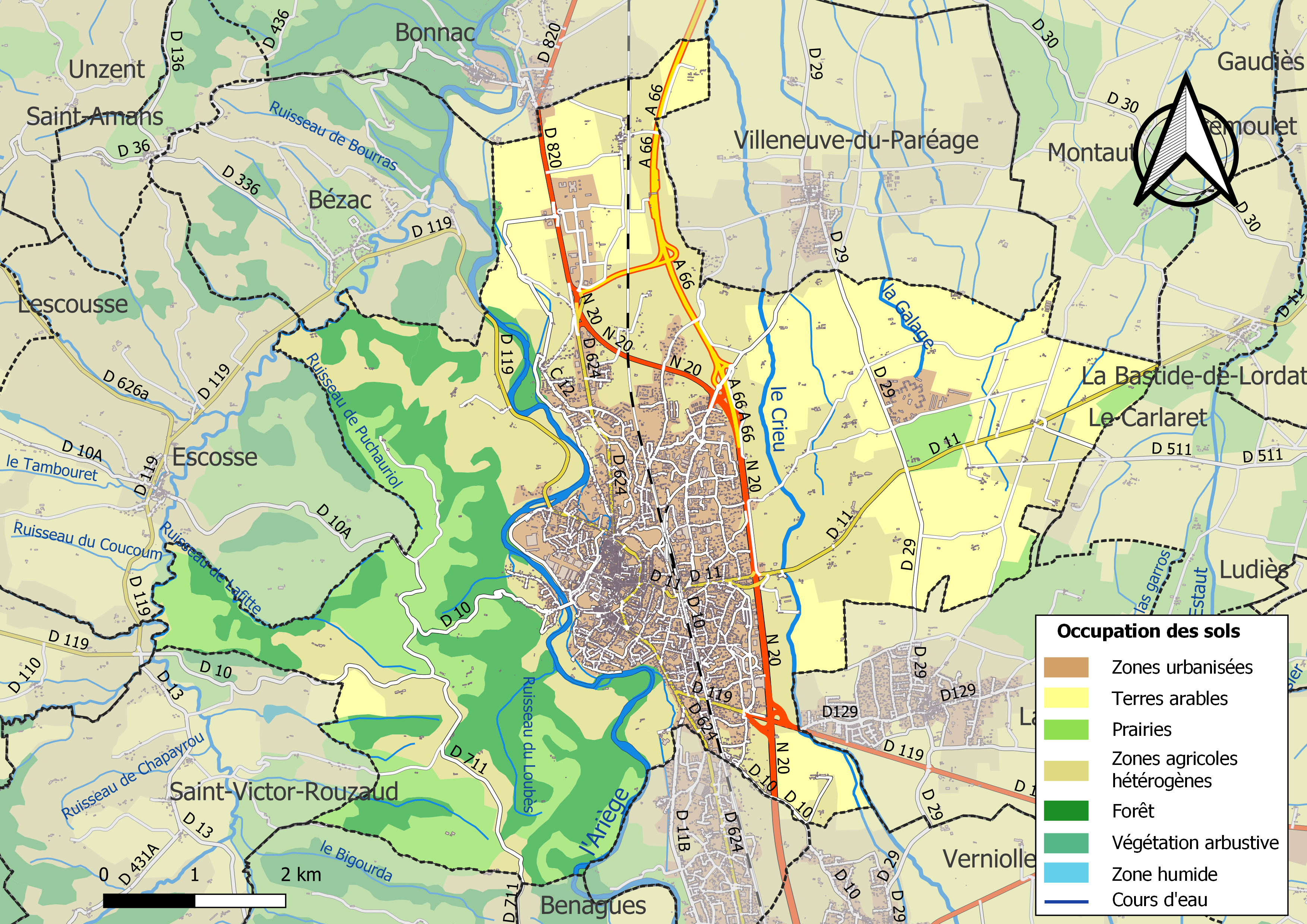
Carte des infrastructures et de l'occupation des sols de la commune en 2018 (CLC).

L'occupation des sols de la commune, telle qu'elle ressort de la base de données européenne d’occupation biophysique des sols Corine Land Cover (CLC), est marquée par l'importance des territoires agricoles (66,6 % en 2018), en diminution par rapport à 1990 (72,6 %). La répartition détaillée en 2018 est la suivante : 
zones agricoles hétérogènes (29,6 %), terres arables (24,5 %), forêts (14,6 %), zones urbanisées (13,1 %), prairies (12,5 %), zones industrielles ou commerciales et réseaux de communication (5,7 %). L'évolution de l’occupation des sols de la commune et de ses infrastructures peut être observée sur les différentes représentations cartographiques du territoire : la carte de Cassini (XVIIIe siècle), la carte d'état-major (1820-1866) et les cartes ou photos aériennes de l'IGN pour la période actuelle (1950 à aujourd'hui).

### Habitat et logement
En 2018, le nombre total de logements dans la commune était de 9 004, alors qu'il était de 8 648 en 2013 et de 8 233 en 2008.
Parmi ces logements, 83,1 % étaient des résidences principales, 2,8 % des résidences secondaires et 14,1 % des logements vacants. Ces logements étaient pour 53,5 % d'entre eux des maisons individuelles et pour 46 % des appartements.
Le tableau ci-dessous présente la typologie des logements à Pamiers en 2018 en comparaison avec celle de l'Ariège et de la France entière. Une caractéristique marquante du parc de logements est ainsi une proportion de résidences secondaires et logements occasionnels (2,8 %) inférieure à celle du département (24,6 %) ainsi qu'à celle de la France entière (9,7 %). Concernant le statut d'occupation de ces logements, 42,9 % des habitants de la commune sont propriétaires de leur logement (45,9 % en 2013), contre 66,3 % pour l'Ariège et 57,5 % pour la France entière.
| Typologie                                               | Pamiers | Ariège | France entière |
| ------------------------------------------------------- | ------- | ------ | -------------- |
| Résidences principales (en %)                           | 83,1    | 65,7   | 82,1           |
| Résidences secondaires et logements occasionnels (en %) | 2,8     | 24,6   | 9,7            |
| Logements vacants (en %)                                | 14,1    | 9,7    | 8,2            |

### Voies de communication et transports
Desservie par le réseau SNCF (ligne Toulouse/Latour-de-Carol) en gare de Pamiers, par l'autoroute A66 (Villefranche-de-Lauragais/Pamiers) et la route nationale RN20 (Paris/Espagne), la ville est un important carrefour de communications entre le bas pays toulousain et la vallée de la Haute-Ariège.

### Risques majeurs
Le territoire de la commune de Pamiers est vulnérable à différents aléas naturels : inondations, climatiques (grand froid ou canicule), mouvements de terrains et séisme (sismicité faible). Il est également exposé à trois risques technologiques, le transport de matières dangereuses le risque industriel et la rupture d'un barrage,.

#### Risques naturels

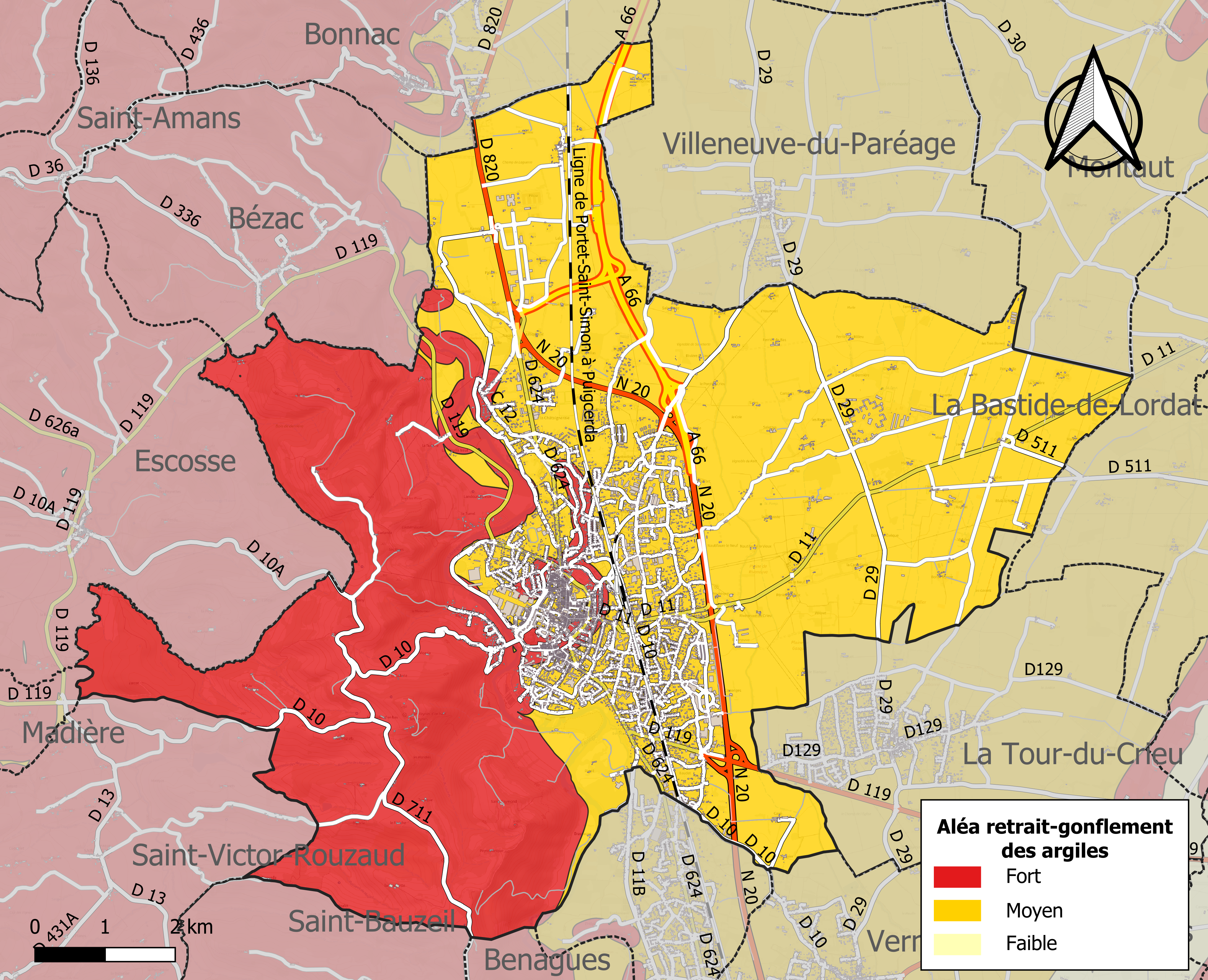
Zonage de l'aléa retrait-gonflement des argiles dans la commune de Pamiers.

Certaines parties du territoire communal sont susceptibles d’être affectées par le risque d’inondation par débordement ou crue torrentielle d'un cours d'eau, l'Ariège et du Crieu0.
Les mouvements de terrains susceptibles de se produire dans la commune sont soit des chutes de blocs, soit des glissements de terrains, soit des mouvements liés au retrait-gonflement des argiles. Près de 50 % de la superficie du département est concernée par l'aléa retrait-gonflement des argiles, dont la commune de Pamiers. L'inventaire national des cavités souterraines permet par ailleurs de localiser celles situées dans la commune.
Ces risques naturels sont pris en compte dans l'aménagement du territoire de la commune par le biais d'un plan de prévention des risques (PPR) inondation et mouvement de terrain approuvé le 6 février 2007.

#### Risques technologiques
La commune est exposée au risque industriel du fait de la présence sur son territoire de deux entreprises soumises à la directive européenne SEVESO.
Le risque de transport de matières dangereuses par une infrastructure routière ou ferroviaire ou par une canalisation de transport de gaz concerne la commune. Un accident se produisant sur une telle infrastructure est en effet susceptible d’avoir des effets graves au bâti ou aux personnes jusqu’à 350 m, selon la nature du matériau transporté. Des dispositions d’urbanisme peuvent être préconisées en conséquence.
Dans le département de l’Ariège on dénombre cinq grands barrages susceptibles d’occasionner des dégâts en cas de rupture. La commune fait partie des 80 communes susceptibles d’être touchées par l’onde de submersion consécutive à la rupture d’un de ces barrages.

## Toponymie
L'origine du nom de Pamiers est sujet à controverses.
D'aucuns pensent que ce nom viendrait de pam, unité de mesure usitée en ces contrées. Les nouveaux habitants de la cité bénéficiaient en effet de terres gratuites mesurées en pams, ou a pamez.
Néanmoins, l'explication la plus répandue fait intervenir Roger II de Foix, revenant de la première croisade, plus précisément de la région d'Apamée en Syrie. Comme il est parfois coutume à l'époque pour un chevalier rentrant de croisade, il nomme le château et ses dépendances du nom de ses faits d'armes : Castrum Appamiae. Progressivement, ce nom aurait été donné à la ville. Cette hypothèse paraît appuyée par le gentilé des habitants de la ville (Appaméens).
Auparavant, elle portait le nom de Frédélas, de Frédéric, fils du roi wisigoth Théodoric Ier, mort en 463.

## Histoire

### Fondation de la cité
La présence romaine est attestée notamment par la découverte de monnaies (sur la place du Mercadal où se situe la cathédrale) et d’une statuette en bronze de Mercure remarquablement conservée sur le site du cimetière Saint-Jean. Ainsi on peut, de source sûre, faire remonter la présence romaine au IIIe siècle av. J.-C. Le 2 mai 1963, on découvre, sur la butte du calvaire, un puits funéraire daté de -50 à -30 ans av. J.-C.,.

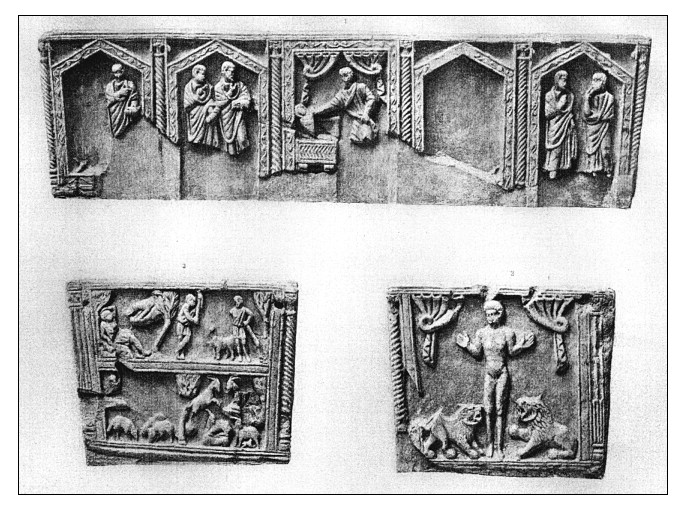
Sarcophage découvert au Mas Vieux.

Certains pensent à une fondation beaucoup plus ancienne. La situation géographique, idéale pour la surveillance (le site est facile à défendre), les communications (point de passage entre l'Atlantique et la Méditerranée) et la culture agraire (terre fertile et eau disponible en quantité), semble conforter ces assertions.
La découverte d'un sarcophage paléochrétien, daté de la fin Ve siècle ou du VIe siècle, au lieu-dit du Mas Saint-Antonin, permet de voir que le christianisme s'est d'ores et déjà implanté dans la région. Celle-ci est alors sous le contrôle des Wisigoths, et plus précisément de Frédéric, fils du roi Wisigoth de Toulouse Théodoric Ier. Le premier nom de l'agglomération, Frédélas, viendrai d'ailleurs de son dirigeant d'alors.
Charlemagne a créé le royaume d'Aquitaine qu'il a confié à son fils Louis. Le pays de Foix est alors confié au premier comte de Toulouse, Chorson. En 871, Charles II le Chauve, étant venu en Aquitaine, confie le comté de Carcassonne et le comté de Razès à Bernard, fils de Raymond Ier de Toulouse, mais il meurt en 872. Olibia II lui succède comme comte de Carcassonne et de Razès, puis Bencio et son frère Acfred II, ensuite sa fille Arsinde qui s'est mariée avec Arnaud Ier, auxquels succède leur fils Roger Ier le Vieux comme comte de Carcassonne, de Couserans, de Comminges et seigneur du pays de Foix, en 957.

### L’histoire de la ville se confond avec celle de saint Antonin
Saint Antonin, fils de Frédéric et converti au catholicisme, évangélise la région. Il est martyrisé en 506 par les Wisigoths restés ariens. Dans Histoire générale de Languedoc, il est indiqué qu'il a été, à tort, assimilé avec saint Antonin d'Apamée.
Un sanctuaire (le "Mas Vieux" à environ 1 km au sud de la ville actuelle, dans un méandre de l'Ariège au lieu-dit Cailloup) est élevé pour abriter les reliques du saint. Ce lieu est antérieur à 961, date du testament de Raymond, comte de Rouergue, qui donne l'alleu de Carlat à Roger Ier le Vieux, avec substitution après sa mort en faveur de l'abbaye de Saint-Antonin de Frédelas, première citation dont nous disposons sur l'histoire de la ville. De cette donation, on en a déduit que le sanctuaire a été construit par Roger Ier le Vieux, comte de Carcassonne. Il est remplacé peu à peu par une abbaye construite sur l'autre rive et qui prit le vocable de Saint-Antonin après la translation des reliques en 987, à cause du danger d'inondations, comme l'indique un document.
L'origine de la ville est le château de Pamiers et l'abbaye de Saint-Antonin fondé à Frédelas. Le comte Roger Ier le Vieux, fils d'Arnaud, a partagé ses possessions entre ses trois fils par son testament de 1002. L'aîné Raymond Roger a reçu le comté et la ville de Carcassonne, son deuxièmle fils, Bernard Roger a eu le pays de Foix, le comté de Couserans, la moitié du pays de Volvestre, les pays de Dalmazan, de Podaguez, d'Arganaguez, avec la moitié de la forêt de Boulbonne entre l'Ariège et l'Hers, son dernier fils, Pierre Roger de Carcassonne, abbé de La Grasse, plus tard évêque de Gérone, a obtenu les abbayes du comté de Carcassonne. Il a donné à sa femme Adélaïde la jouissance du château et la terre de Foix,. Roger Ier le Vieux a vécu jusqu'en 1012. Son deuxième fils, Bernard Roger, a alors pris possession du pays de Foix et du comté de Couserans. Il a été créé comte de Foix après que son frère aîné, Raymond Roger, lui ait pris le diocèse de Couserans et une partie de ce comté qui a été réduit en vicomté. La création du titre de comte de Foix est discutée par Pierre de Marca dans Histoire de Béarn, mais elle est critiquée dans Histoire générale de Languedoc. Roger Ier, 2e comte de Foix, lui succède.
En 1063, Guillaume IV de Toulouse, suzerain des comtes de Foix, accepte la donation de l'abbaye de Saint-Antonin faite en 1049 à saint Hugues par Roger Ier, comte de Foix, et sa femme, Amica,,. Roger Ier meurt en 1064. N'ayant pas d'enfants, son domaine passe à son frère, Pierre Bernard de Foix, comte de Couserans, qui meurt vers 1074. Son fils, Roger II de Foix, lui succède. Par le traité du 21 avril 1095, Roger II renonce aux comtés de Carcassonne et de Razès qui auraient dû lui revenir après la mort de Pierre Raymond de Carcassonne sans héritier mâle, au profit d'Ermengarde et les Trencavel qui lui versent une somme importante lui permettant de financer son départ à la Croisade et prennent le titre de vicomte de Carcassonne. Il part faire la Première croisade mais arrive en Terre sainte après la prise de Jérusalem. Il revient à Foix en 1105, probablement après avoir participé au siège de Tripoli et la mort de Raymond de Saint-Gilles.
En juin 1111, le comte Roger II de Foix a restitué à l'abbaye de Saint-Antonin de Frédelas les domaines que son oncle paternel, Roger Ier de Foix, et lui avaient usurpés. Il restitue le village de Frédelas, le château de Pamiers, et l'abbaye de Saint-Antonin. Le prieur Isarn, avec l'accord de ses clercs, de l'évêque de Toulouse Amelius Raymond du Puy, et de l'évêque de Barbastro ancien chanoine de l'abbaye, Raymond de Durban, a donné au comte la garde du château de Pamiers avec l'avouerie de l'abbaye. Le château de Pamiers a été construit par le comte Roger II après son retour de Terre sainte (aujourd'hui rasé) sur la butte du castella : le Castrum Appamiae. Le comte l'aurait nommé ainsi en souvenir de ses faits d'armes pendant la première croisade, du nom de la ville syrienne, Apamée. C'est la première mention de Pamiers. Une église est également construite au pied de ce château (Notre-Dame du Mercadal) où se dresse aujourd'hui la cathédrale.

### AuxXIIeetXIIIesiècles, une ville en plein essor grâce à la religion
Au XIIe siècle, la ville se développe fortement, malgré la crise du catharisme. Pamiers est alors un fief de l’orthodoxie. En 1207, au château de Pamiers (aujourd'hui rasé), se déroule le colloque de Pamiers, dernière rencontre entre les cathares et l'Église catholique avant la croisade des albigeois.
Le pape Boniface VIII récompense la fidélité de la ville en érigeant Pamiers en évêché en 1295 et en créant un studium generale. Il nomme Bernard Saisset, alors abbé de Saint-Antonin, évêque. Celui-ci devient son principal intermédiaire auprès de Philippe IV le Bel lors du conflit de 1296, et l'abbatiale est élevée au rang de cathédrale.
Dès lors, la ville s’enrichit et rayonne grâce à la religion. De nombreux ordres (on en comptera jusqu'à quinze différents) s’implantent à Pamiers. Ces ordres religieux, outre leur mission évangélique, développent aussi l'enseignement, en particulier les Dominicains, mais aussi les Franciscains et les Carmélites.
Pamiers accueille un nombre important de couvents au XIIIe et XIVe siècles,
- Les Dominicains

La première mention des Dominicains, ou Frères prêcheurs date du 16 décembre 1269. Leur couvent était situé sur l'emplacement de l'actuelle maison des œuvres du diocèse, rue des Jacobins, anciennement appelée « carrera dels predicadores » (rue des Prêcheurs), signe de leur présence.
- Les Franciscains

Les Franciscains, (aussi appelé Frères mineurs ou Cordeliers), s'installèrent en 1269 au quartier de Lestang. La Tour des Cordeliers en atteste.
- Ordre du Carmel

Les Carmes s'établirent en 1311 sur les bords du canal, rue des Escoussières, et les carmélites fondèrent un couvent en 1648. Ce couvent et la chapelle qui en dépend sont toujours debout aujourd'hui, mais les sœurs carmélites, trop peu nombreuses, ont quitté Pamiers en automne 2008. Il s'agissait du dernier ordre religieux présent à Pamiers.
- Les Augustins

En 1315, les Augustins sont présents au quartier de Loumet. De leur bâtiment ne reste que la tour des Augustins, très ruinée, trace sans doute du mur d’enceinte du couvent.
- Les Clarisses

Les Clarisses (Minorettes), placées sous l'obédience de Saint-François, habitaient dès 1328 rue Major (actuellement rue Gabriel-Péri), à côté de la rue Sainte-Claire.
- Les autres ordres religieux

D'autres ordres religieux sont présents à Pamiers comme les Béguins (1358) et les Béguines (1327), les Hospitaliers, les Jésuites, etc.

### Le rayonnement de Pamiers auXVesiècle
Au cours du XVe siècle, malgré le relatif éloignement de la zone de production, c'est à Pamiers que l'on évalue chaque année la dose de pastel nécessaire pour teindre correctement les draps. La ville joue rôle dans la culture du pastel méridional.

#### Les coutumes de la ville de Pamiers: l'exemple de la question de la liberté à travers le procès d'Antoine Simon
C'est au cours de ce XVe siècle qu'a lieu le procès d'un esclave noir libéré grâce aux coutumes de la ville datant du XVe siècle. Antoine Simon est un esclave originaire d'Afrique appartenant à Pons Ferrer, un riche marchand barcelonais, au XVe siècle. On ignore sa date de naissance et de décès. Antoine Simon s'était enfui vers Toulouse et Pamiers car selon les coutumes de ces villes les esclaves devenaient libres. La coutume dans la ville de Pamiers datait de 1228. En 1446, un procès a lieu contre Antoine Simon dans la ville de Pamiers, comté de Foix. Pons Ferrer attaque Antoine Simon en justice car il avait acheté selon lui Antoine Simon fort cher (100 florins d'Aragon). Mais Antoine Simon est déclaré libre et citoyen de la ville de Pamiers le 31 octobre 1446.

### Les tourmentes duXVIesiècle
Au XVIe siècle, la ville de Pamiers doit faire face aux maladies et aux guerres.
En 1521, une épidémie de peste s'abat sur la ville. Elle perdurera trois ans. Les deux tiers des habitants quittent Pamiers, et la population qui demeure se cloître en fermant les barrières de chaque quartier. On abandonne aux pestiférés les églises placées hors de la ville et l'économie est au point mort. En 1527 et en 1528, les pluies continuelles détruisent les récoltes de blé, et une épidémie se développe à nouveau. Une nouvelle épidémie de peste fait plus de 3 000 morts en 1563.
Mais le plus grand fléau de ce siècle fut sans aucun doute les guerres de religion. Elles furent dévastatrices, et la ville en souffrit beaucoup. En juin 1576, les différentes églises sont rasées (hormis les clochers qui servent de tour de défense), et l'abbaye ne s'en relèvera pas. Les reliques de saint Antonin restées à Pamiers sont également brûlées. En mars 1628, le prince de Condé aidé des paysans des environs prend et ravage la ville, à la suite de la prise d’armes des Protestants, qui avaient appelé en renfort Henri II de Rohan. Les 200 principaux chefs huguenots furent pendus ou envoyés aux galères;les habitants eurent la vie sauve, mais leurs biens étaient mis à la disposition du prince de Condé.
Néanmoins, les lueurs de la Renaissance parviennent jusqu'à Pamiers, notamment grâce à ses évêques. Bernard de Lordat (ca 1453-1547) fait imprimer un livre à Pamiers en 1522, réunion de deux textes dus à Baptiste de Mantoue. De plus, 1526 voit l'institution de l'Université de Pamiers par Henri II de Navarre.

### La reconstruction de la ville auxXVIIeetXVIIIesiècles
Henri de Sponde, grand humaniste, tente malgré le peu de moyens dont il dispose de rehausser la qualité culturelle de son diocèse. Il fait reconstruire les édifices religieux et favorise le retour des congrégations religieuses. Puis, sous la direction des grands évêques que sont François de Caulet au XVIIe siècle, Jean-Baptiste de Verthamon au XVIIIe siècle et François de Camps de 1685 à 1693, d’importants chantiers sont ouverts (églises, palais épiscopal (actuelle mairie), présidial (actuel palais de justice), séminaires (actuels lycées du Castella et des Jacobins).

### La Révolution

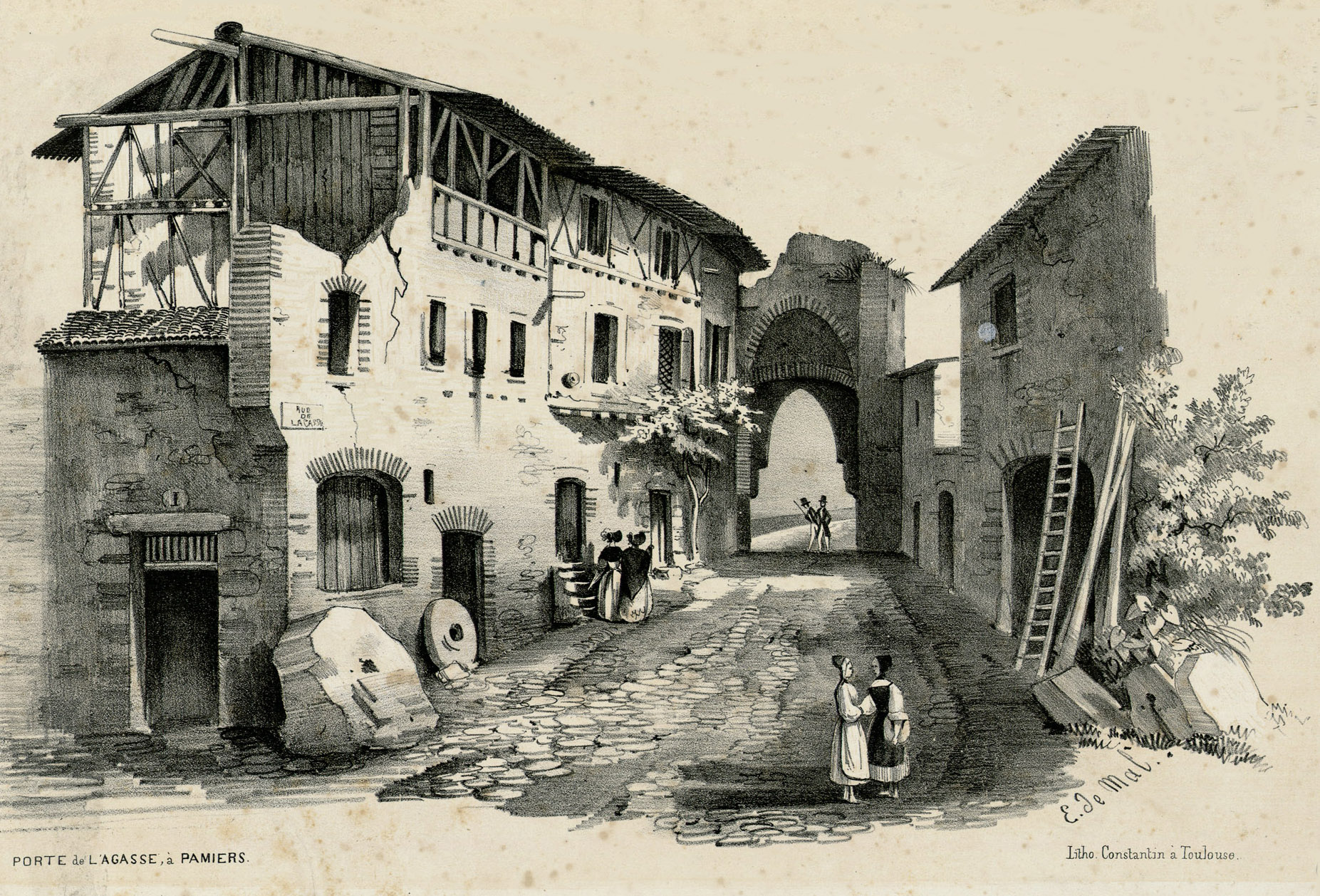
Porte de l'Agasse, vers 1840 à Pamiers par Eugène de Malbos.

En 1789, c'est à Pamiers que se tiennent les assemblées du clergé, de la noblesse, et du tiers état, pour élire les représentants de la sénéchaussée aux États généraux de 1789. En avril sont élus quatre députés : pour le clergé Jean Bernard Font chanoine de la cathédrale, pour la noblesse Mathieu Louis Armand d'Usson et pour le tiers état Georges Bergasse de Laziroules, maire de Saurat, et Marc-Guillaume-Alexis Vadier, de Pamiers.
Lors de la Révolution, Pamiers est un lieu de tensions extrêmes. En effet, l'ardeur révolutionnaire des Appaméens ne va pas de plein accord avec le siège épiscopal de la ville. Elle va perdre ce siège, tout comme son présidial. Du reste, ce présidial, l'actuel palais de justice, verra les fleurs de lys de son fronton effacées. La Révolution met également fin au culte voué à saint Antonin.

### Un nouveau moyen d’essor économique: la métallurgie
Au XIXe siècle, l’industrie naissante sera le principal facteur de développement. En 1817 est créée l’usine métallurgique de Pamiers, qui devient alors le moteur de la ville. Encore aujourd'hui, l'entreprise fait vivre nombre d'Appaméens et d'Ariégeois.

### Pamiers à l'ère post-industrielle
La ville, « porte d'entrée de l'Ariège », est aujourd'hui en pleine expansion. Cette « renaissance » est due notamment à l'ouverture en 2002 de l'autoroute A66, à la croissance économique (zones industrielles et commerciales en construction), à la proximité relative de Toulouse et au cadre de vie : campagne et montagne proche, mais également, proximité des services.

## Politique et administration

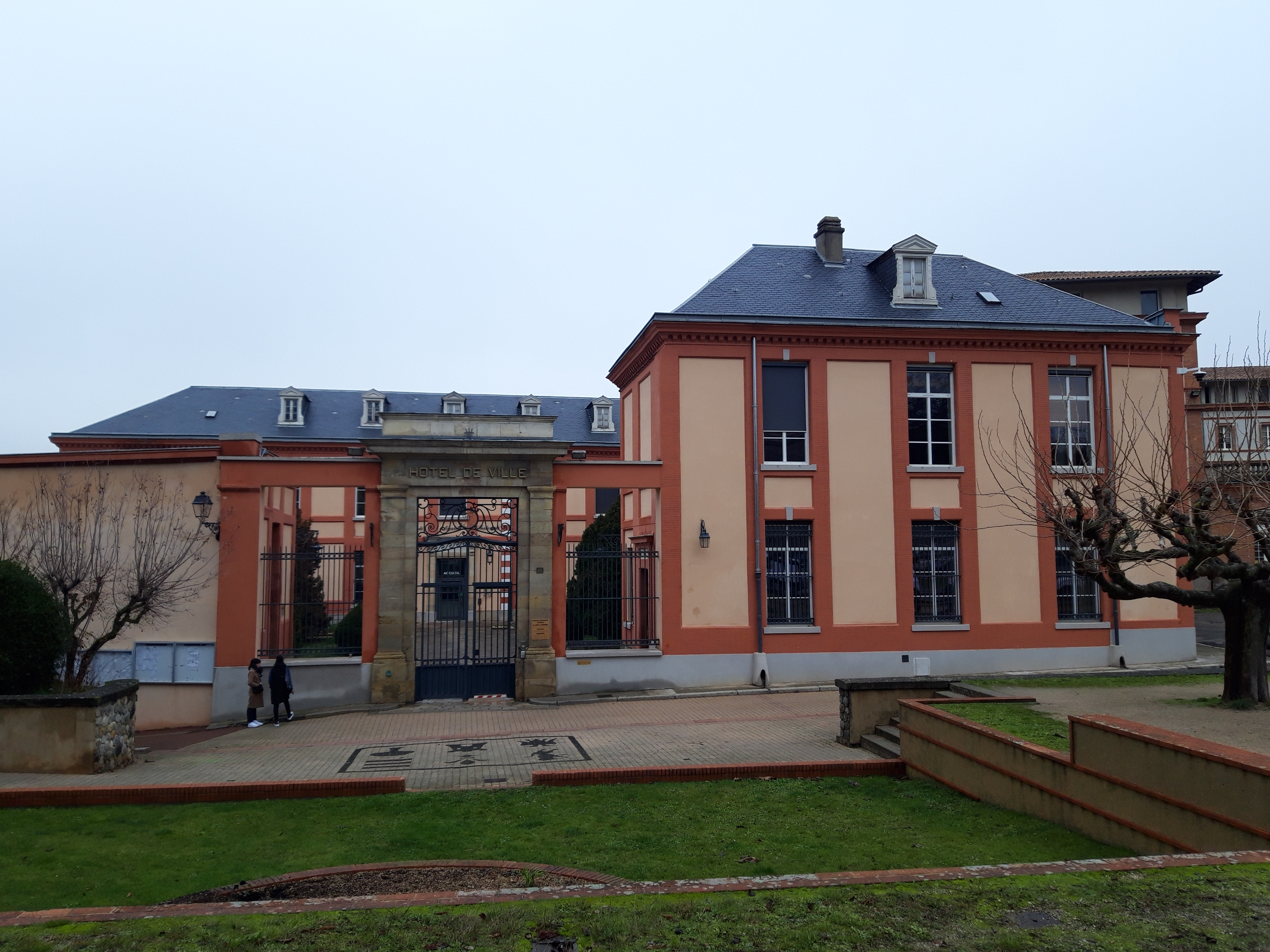
l'Hôtel de Ville de Pamiers

### Découpage territorial
La commune de Pamiers est membre de la communauté de communes des Portes d'Ariège Pyrénées, un établissement public de coopération intercommunale (EPCI) à fiscalité propre créé le 5 octobre 2016 dont le siège est à Pamiers. Ce dernier est par ailleurs membre d'autres groupements intercommunaux.
Sur le plan administratif, elle est rattachée à l'arrondissement de Pamiers, au département de l'Ariège, en tant que circonscription administrative de l'État, et à la région Occitanie.
Sur le plan électoral, elle dépend des cantons de Pamiers-1 et Pamiers-2 pour l'élection des conseillers départementaux, depuis le redécoupage cantonal de 2014 entré en vigueur en 2015, et de la deuxième circonscription de l'Ariège pour les élections législatives, depuis le redécoupage électoral de 1986.

### Tendances politiques et résultats
- Élection présidentielle française de 2007 second tour : Ségolène Royal 52,06 % (PS) / Nicolas Sarkozy 47,94 % (UMP) / Abstention 14,42 %
- Élections législatives de 2007 second tour : Henri Nayrou (PS) 61,05 % / P. Calléja (UMP) 38,95 %
- Élections municipales de 2008 premier tour : Liste « Continuons pour Pamiers » André Trigano 50,65 % / Liste « Ensemble Pamiers demain » E. Franco (PS) 41,14 % / Liste « Ouvrons les yeux » F. Matricon (Verts) 8,20 %
- Élections européennes de 2009 : Liste « Quand l'Europe veut, l'Europe peut » D. Baudis (UMP) 27,96 % / Liste « Changer l'Europe, maintenant » K. Arif (PS) 20,82 % / Liste « Europe Écologie » J. Bové 13,33 % / Abstention 59,35 %
- Élections régionales de 2010 : Martin Malvy (PS) 64,70 % / B. Barèges (UMP) 35,30 % / Abstention 52,46 %
- Élection présidentielle de 2012 second tour : François Hollande 57,81 % (PS) / Nicolas Sarkozy 42,19 % (UMP) / Abstention 18,91 %
- Élections cantonales de 2011 dans l'Ariège : Canton de Pamiers-Ouest : Marie-France Vilaplana, PS : 56,18 % (63,18 % sur le canton) / Claude Deymier, DVD : 43,82 % (36,82 % sur le canton).

Canton de Pamiers-Est : André Montané, PS : 59,68 % (67 % sur le canton) / Hubert Lopez, DVD : 40,32 % (33 % sur le canton)
- Élections législatives de 2012 second tour : Alain Fauré (PS) 60,39 % / P. Calléja (UMP) 39,61 %
- Élections européennes de 2014 : Louis Aliot (FN) : 26,84 % / Michèle Alliot-Marie (UMP) : 19,26 % / Virginie Rozière (PS - PRG) : 15,23 % / Jean-Luc Mélenchon (FDG) : 11,35 % / José Bové (EELV) : 9,14 % .
- Municipales de 2014 : 2d tour : André Trigano, liste DVD : 46,59 % / Alain Fauré, liste PS : 23,77 % / Michel Teychenné, FDG, 17,06 % / Aimé Déléglise, FN : 12,56 %.
- Élections régionales de 2015 : Carole Delga, PS : 44,88 % / Louis Aliot, FN : 34,06 % / Dominique Reynié, LR : 21,07 %.
- Élections départementales de 2015 dans l'Ariège : Pamiers-1 : Jacques LAFFARGUE - Marie-France VILAPLANA, PS : 58,87 % (60,06 % sur le canton) / Chantal Clamer - Aimé Déléglise, FN : 41,13 % (39,94 % sur le canton)

Pamiers-2 : Monique Bordes - André Montané, PS : 58,99 % (59,44 % sur le canton) / Gérard Prieto - Andrée Violin, FN : 41,01 % (40,56 % sur le canton).
- Élection présidentielle française de 2017 : 2d tour : Emmanuel Macron : 59,64 % / Marine Le Pen : 40,36 %.
- Élections législatives françaises de 2017 : Michel Larive (FI) : 50,07 % / Huguette Bertrand-Vinzerich, LREM : 49,93 %.

### Administration municipale
Le nombre d'habitants au recensement de 2011 étant compris entre 10 000 et 19 999 habitants au dernier recensement, le nombre de membres du conseil municipal est de trente trois,.

### Liste des maires
| Période      | Période                      | Identité               | Étiquette                   | Qualité |
| ------------ | ---------------------------- | ---------------------- | --------------------------- | --- |
| mai 1945     | octobre 1947                 | Émile Daraud           | PCF                         | Postier, ancien résistant Conseiller général de Pamiers (1945 → 1949) |
| octobre 1947 | mars 1959                    | Jean Richou            | SFIO                        | Instituteur |
| mars 1959    | février 1982                 | Gaston Bareilles       | DVG                         | Médecin Décédé en fonction |
| février 1982 | mars 1982                    | Albert Truno           |                             | Premier adjoint, maire par intérim |
| mars 1982    | mars 1989                    | Francis Rouquet        | DVD (app. RPR) puis UDF-CDS | Chirurgien-dentiste Conseiller régional de Midi-Pyrénées (1986 → 1992) Élu à la suite d'une élection municipale complémentaire Réélu en 1983 et 1984 |
| mars 1989    | juin 1995                    | François-Bernard Soula | PS                          | Chirurgien, chef de service pneumologie Conseiller général de Pamiers-Ouest (1992 → 2011) Vice-président du conseil général de l'Ariège |
| juin 1995    | juillet 2020                 | André Trigano          | UDF-Rad. puis DVD           | Entrepreneur Député de l'Ariège (2e circ.) (1993 → 1997) Conseiller régional de Midi-Pyrénées (1986 → 2004) Président de la CC du Pays de Pamiers (1995 → 2017) Président de la CC des Portes d’Ariège Pyrénées (2017 → 2020) Réélu en 2001, 2008 et 2014 |
| juillet 2020 | En cours (au 9 janvier 2024) | Frédérique Thiennot    | DVC                         | Médecin urgentiste 9e vice-présidente de la CC des Portes d’Ariège Pyrénées (2020 → ) |

### Instances judiciaires et administratives
Compte tenu de la proximité géographique, les tribunaux se trouvent à la cité judiciaire de Foix puis à Toulouse pour les juridictions supérieures.

### Jumelages
| Pamiers Crailsheim Terrassa |

- Crailsheim (Allemagne)
- Terrassa (Espagne)

## Population et société

### Démographie
L'évolution du nombre d'habitants est connue à travers les recensements de la population effectués dans la commune depuis 1793. Pour les communes de plus de 10 000 habitants les recensements ont lieu chaque année à la suite d'une enquête par sondage auprès d'un échantillon d'adresses représentant 8 % de leurs logements, contrairement aux autres communes qui ont un recensement réel tous les cinq ans,.

En 2022, la commune comptait 16 512 habitants, en évolution de +5,25 % par rapport à 2016 (Ariège : +1,48 %, France hors Mayotte : +2,11 %).
| 1793  | 1800  | 1806  | 1821  | 1831  | 1836  | 1841  | 1846  | 1851  |
| ----- | ----- | ----- | ----- | ----- | ----- | ----- | ----- | ----- |
| 4 954 | 6 174 | 5 646 | 5 919 | 6 048 | 6 905 | 6 480 | 7 667 | 7 770 |

| 1856  | 1861  | 1866  | 1872  | 1876  | 1881   | 1886   | 1891   | 1896   |
| ----- | ----- | ----- | ----- | ----- | ------ | ------ | ------ | ------ |
| 7 631 | 7 910 | 7 877 | 8 690 | 8 967 | 11 726 | 11 944 | 11 143 | 10 657 |

| 1901   | 1906   | 1911   | 1921   | 1926   | 1931   | 1936   | 1946   | 1954   |
| ------ | ------ | ------ | ------ | ------ | ------ | ------ | ------ | ------ |
| 10 886 | 10 449 | 10 017 | 12 012 | 12 131 | 13 164 | 14 035 | 12 026 | 12 822 |

| 1962   | 1968   | 1975   | 1982   | 1990   | 1999   | 2006   | 2011   | 2016   |
| ------ | ------ | ------ | ------ | ------ | ------ | ------ | ------ | ------ |
| 13 297 | 14 564 | 14 325 | 13 345 | 12 965 | 13 417 | 14 830 | 15 448 | 15 688 |

| 2021   | 2022   | - | - | - | - | - | - | - |
| ------ | ------ | - | - | - | - | - | - | - |
| 16 394 | 16 512 | - | - | - | - | - | - | - |

| selon la population municipale des années : | 1968 | 1975 | 1982 | 1990 | 1999 | 2006 | 2009 | 2013 |
| Rang de la commune dans le département      | 1    | 1    | 1    | 1    | 1    | 1    | 1    | 1    |
| Nombre de communes du département           | 340  | 328  | 330  | 332  | 332  | 332  | 332  | 332  |

Aire urbaine de Pamiers
- Banlieue : 17 379 habitants (Pamiers, Saint-Jean-du-Falga) en 2006
- Moyenne couronne : 21 799 habitants (Pamiers, Saint-Jean-du-Falga, La Tour-du-Crieu, Verniolle) en 2006

### Enseignement
- Enseignement public du 1er degré : école maternelle des Condamines, école élémentaire Cazalé, école maternelle et élémentaire des Carmes et du Pont-Neuf, école maternelle et élémentaire de Lestang, école maternelle Gabriel-Fauré, école élémentaire des Canonges.
- Enseignement privé du 1er degré : école élémentaire et maternelle Jeanne d'Arc, école maternelle et élémentaire Jean XXIII[72] (ancien Petit Séminaire), institution Notre-Dame maternelle et primaire, école maternelle et élémentaire Calandreta del Païs de Pamias.
- Enseignement public secondaire : collège Pierre Bayle, collège Joseph-Paul Rambaud, lycée polyvalent du Castella, Lycée agricole (LEGTA), lycée d'enseignement adapté (EREA), lycée professionnel Irénée Cros.
- Enseignement privé secondaire : collège Jean 23[72], institution Notre-Dame[73] (collège et lycée), lycée professionnel des Jacobins
- Formations Post-bac : BTS force de vente et action commerciale (lycée du Castella), BTS Productions Animales (LEGTA) et Licence Professionnelle Entreprises et Développement Local (LEGTA).
- Institut de formation en soins infirmiers. (Institut de Formation aux Métiers de la Santé de Pamiers)
- L'école d'Ingénierie Informatique IN'TECH Sud.

### Manifestations culturelles et festivités
- Musiques au pays de Gabriel Fauré (musique classique) : mai - juin, septembre – octobre
- Festival Pro-Musica (musique classique) : août et programmation toute l'année
- Théâtrales d’Automne : octobre - novembre
- Salon du livre de Pamiers : juin
- Fête annuelle : dernier week-end d’août
- Fiesta Latina : juillet
- Phébus Event (organisation d'un rallye de véhicules électriques construits par de jeunes Français et Européens) : juin

### Santé
- À 13 km, Centre Hospitalier Intercommunal des Vallées de l'Ariège à Saint-Jean-de-Verges (09000).
- EHPAD du Bariol

### Sports

#### Clubs
- Club de rugby à XV : le Sporting club appaméen évolue en Championnat de France de 2e division fédérale pour la saison 2016-2017.
- Basket-ball : Union olympique de Pamiers
- Rugby à XIII : la commune compte le club de Pamiers-Vernajoul XIII : ce club remporte l'Élite 2, deuxième division de la discipline en France, en 1989[74].
- Nombreuses associations sportives

#### Équipements
- 3 stades (la Châtaigneraie, Magnagounet, Balussou)
- Divers gymnases
- Centre de natation (piscines extérieures et piscines couvertes)
- Terrains de tennis
- Boulodrome
- fronton de pelote basque

### Services culturels
- Conservatoire de musique
- Médiathèque
- MJC
- Salle de cinéma : Le Rex (deux salles : une de 170 places en gradins, écran de 9 mètres de base et l'autre de 116 places, écran de 7,50 mètres de base)

#### Infrastructure
- Salle polyvalente du Jeu du Mail : pour théâtre, concerts, spectacles...
- Salle Aglaë-Moyne : ancienne chapelle transformée en salle de 150 places, idéale pour des concerts de musique de chambre, mais aussi pour des conférences.
- Salle Espalioux : pour conférences
- Salle des Capelles
- Salle Fernand : pour réceptions et banquets

### Services publics
- Gare SNCF
- Gare routière
- La Poste
- Pôle emploi
- CAF
- CPAM
- Police nationale
- Gendarmerie
- Centre de Secours
- Mission locale

### Lieux de culte
- Religion catholique : La ville est le siège du diocèse de Pamiers à la cathédrale Saint-Antonin ; les autres lieux de culte sont notamment l'église Notre-Dame-du-Camp, la chapelle du Carmel
- Religion protestante : Église réformée (temple rue du Rempart du Touronc)[75], église évangélique Assemblée de Dieu, place de Milliane.
- Religion musulmane : Mosquée de Pamiers, impasse du Femouras.
- Témoins de Jéhovah, chemin de Baudet.

### Édifices religieux
- cathédrale Saint-Antonin, place du Mercadel.
- L'abbaye Saint-Antonin de Cailloup, chemin du Mas d'Azil.
- L'église Notre-Dame-du-Camp, place du Camp.
- La chapelle du Carmel, rue du Collège.
- La chapelle du collège Jean XXIII, avenue de Foix.
- La chapelle de Loumet, place du Marché des Quatre Bœufs.
- La chapelle du cimetières rue du Foulon.
- Le clocher de l'église des cordeliers, place des Cordeliers.

### Personnalités liées à la commune

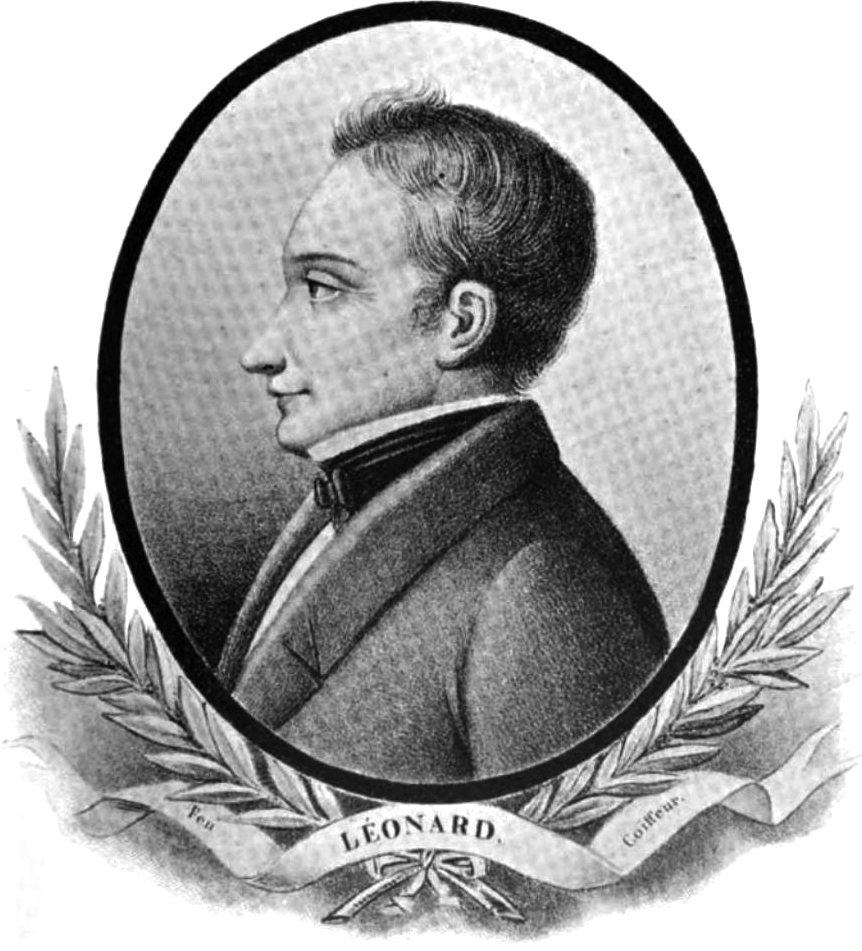
Léonard.

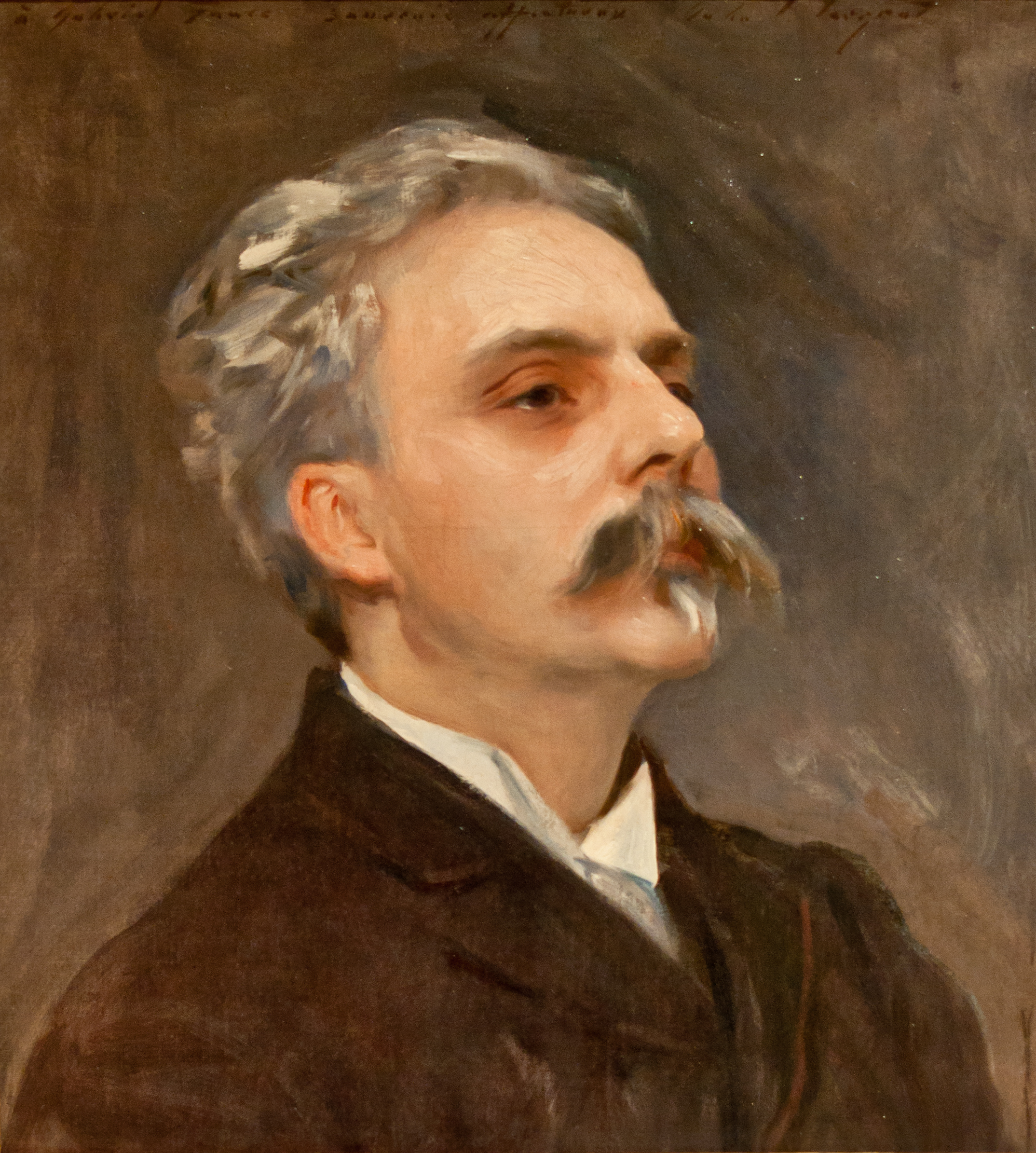
Gabriel Fauré par J.S. Sargent.

- Bernard Saisset (v. 1232-v. 1314), premier évêque de Pamiers, célèbre pour son opposition au roi de France
- Jacques Fournier (1279-1342), évêque de Pamiers, pape Benoît XII (Avignon, 1334-1342)
- Jean de Lacvivier (1498-1502), syndic (1462-1477-1486-1490-1494) et consul de Pamiers
- Henri de Sponde (1568-1643), évêque de Pamiers, historien, juriste
- François de Caulet (1610-1680), évêque de Pamiers et grand ordonnateur de travaux au sein de la ville
- Marc-Guillaume-Alexis Vadier (1736-1828), député du tiers aux États généraux de 1789 et à l'Assemblée constituante de 1789
- Jean Bernard Font (1750-1826), chanoine de la cathédrale, député du clergé aux États généraux de 1789 et à l'Assemblée constituante de 1789
- Georges Bergasse de Laziroules (1763-1827), député du tiers aux États généraux de 1789 et à l'Assemblée constituante de 1789
- Léonard (1758-1820), coiffeur de la reine Marie-Antoinette
- Claire Lacombe (1765- après 1798), révolutionnaire
- Pauline Fourès née « Bellisle », (1778-1869), maîtresse de Napoléon Bonaparte puis de Kléber
- Augustin Galtier (1799-1858), évêque de Pamiers du 16 juin 1856 au 29 juin 1858, date de son décès
- Pierre-Eugène Rougerie (1832-1907), évêque de Pamiers, météorologue
- Pierre Izac (1838-1911), architecte.
- Gustave Pédoya, 1838-1938 né à Pamiers, général puis député de l'Ariège
- Caroline Montigny-Rémaury (1843-1913), pianiste
- Gabriel Fauré (1845-1924), compositeur
- Théophile Delcassé (1852-1923) : homme politique, ministre des Affaires étrangères
- Alphonse Roubichou (1861-1938), peintre impressionniste né à Pamiers, ayant réalisé quelques toiles à Serres-sur-Arget et beaucoup à Paris
- Jean-Baptiste Belloc (1863-1919), sculpteur, prix de Rome en 1890
- Joseph-Paul Rambaud (1879-1944), résistant, longtemps maire de Pamiers où un collège porte son nom
- Jeanne Gaussal (1879-1963), professeur agrégée de français, épouse du président de la République Gaston Doumergue et à ce titre éphémère hôtesse du palais de l'Élysée
- François Bousgarbiès (1886-1980), poète
- Maud Richard (1891-1960), actrice née à Pamiers
- André Méric (1900-1971), sculpteur né à Pamiers, auteur du monument en hommage à Gabriel Fauré à Pamiers.
- Léopold Gasc (1908-1998) général de brigade, officier de char, commandant la 2e compagnie du 41e BCC en 1940.
- Joseph Espalioux, (1921-1986), peintre[76]
- André Trigano (1925-2024), ancien maire
- Michel Roquejeoffre (1933-2024) ancien général d'armée, vit à Pamiers
- Marcel Perrier (1933-2017), évêque émérite
- Albert-Marie de Monléon (1937-2019), évêque de Pamiers de 1988 à 1999. L'un des initiateurs du Renouveau charismatique catholique, en Europe
- Gérard Andreck (1944-2018), président de la MACIF
- Jacques Rougerie (1945-), joueur de rugby à XV
- Jean-Marc Eychenne (1956-), évêque de Pamiers puis de Grenoble, né à Pamiers
- Blanche Guichou (1956-), productrice de cinéma
- François Clavairoly (1957-), pasteur
- Laurent Bénézech (1966-), joueur de rugby à XV
- Michel Marfaing (1970-), joueur de rugby à XV
- Patricia Djaté (1971), athlète 800-1 500 m
- Espé (1974-), auteur de BD
- Yoann Huget (1987-), international de rugby à XV
- Liste des évêques de Pamiers
- Liste des maires de Pamiers

## Économie

### Revenus
En 2018, la commune compte 6 933 ménages fiscaux, regroupant 14 297 personnes. La médiane du revenu disponible par unité de consommation est de 18 320 € (19 820 € dans le département). 38 % des ménages fiscaux sont imposés (40,7 % dans le département).

### Emploi
| Division       | 2008   | 2013   | 2018   |
| -------------- | ------ | ------ | ------ |
| Commune        | 11,3 % | 15,9 % | 12,8 % |
| Département    | 8,9 %  | 11,1 % | 11,2 % |
| France entière | 8,3 %  | 10 %   | 10 %   |

En 2018, la population âgée de 15 à 64 ans s'élève à 9 674 personnes, parmi lesquelles on compte 73,3 % d'actifs (60,5 % ayant un emploi et 12,8 % de chômeurs) et 26,7 % d'inactifs,. Depuis 2008, le taux de chômage communal (au sens du recensement) des 15-64 ans est supérieur à celui de la France et du département.
La commune est la commune-centre de l'aire d'attraction de Pamiers,. Elle compte 10 442 emplois en 2018, contre 9 999 en 2013 et 9 804 en 2008. Le nombre d'actifs ayant un emploi résidant dans la commune est de 5 906, soit un indicateur de concentration d'emploi de 176,8 % et un taux d'activité parmi les 15 ans ou plus de 54,6 %.
Sur ces 5 906 actifs de 15 ans ou plus ayant un emploi, 3 574 travaillent dans la commune, soit 61 % des habitants. Pour se rendre au travail, 70,7 % des habitants utilisent un véhicule personnel ou de fonction à quatre roues, 2,7 % les transports en commun, 11,8 % s'y rendent en deux-roues, à vélo ou à pied et 14,9 % n'ont pas besoin de transport (travail au domicile).

### Activités hors agriculture
1 594 établissements sont implantés à Pamiers au 31 décembre 2019. Le tableau ci-dessous en détaille le nombre par secteur d'activité et compare les ratios avec ceux du département,.
| Secteur d'activité                                                                                        | Commune | Commune | Département |
| Secteur d'activité                                                                                        | Nombre  | %       | %           |
| --- | ------- | ------- | ----------- |
| Ensemble                                                                                                  | 1 594   | 100 %   | (100 %)     |
| Industrie manufacturière, industries extractives et autres                                                | 141     | 8,8 %   | (12,9 %)    |
| Construction                                                                                              | 189     | 11,9 %  | (14,2 %)    |
| Commerce de gros et de détail, transports, hébergement et restauration                                    | 527     | 33,1 %  | (27,5 %)    |
| Information et communication                                                                              | 19      | 1,2 %   | (1,8 %)     |
| Activités financières et d'assurance                                                                      | 78      | 4,9 %   | (2,8 %)     |
| Activités immobilières                                                                                    | 76      | 4,8 %   | (4,2 %)     |
| Activités spécialisées, scientifiques et techniques et activités de services administratifs et de soutien | 224     | 14,1 %  | (13,2 %)    |
| Administration publique, enseignement, santé humaine et action sociale                                    | 221     | 13,9 %  | (14,4 %)    |
| Autres activités de services                                                                              | 119     | 7,5 %   | (8,8 %)     |

Le secteur du commerce de gros et de détail, des transports, de l'hébergement et de la restauration est prépondérant dans la commune puisqu'il représente 33,1 % du nombre total d'établissements de la commune (527 sur les 1594 entreprises implantées à Pamiers), contre 27,5 % au niveau départemental.

#### Grandes entreprises présentes dans la commune

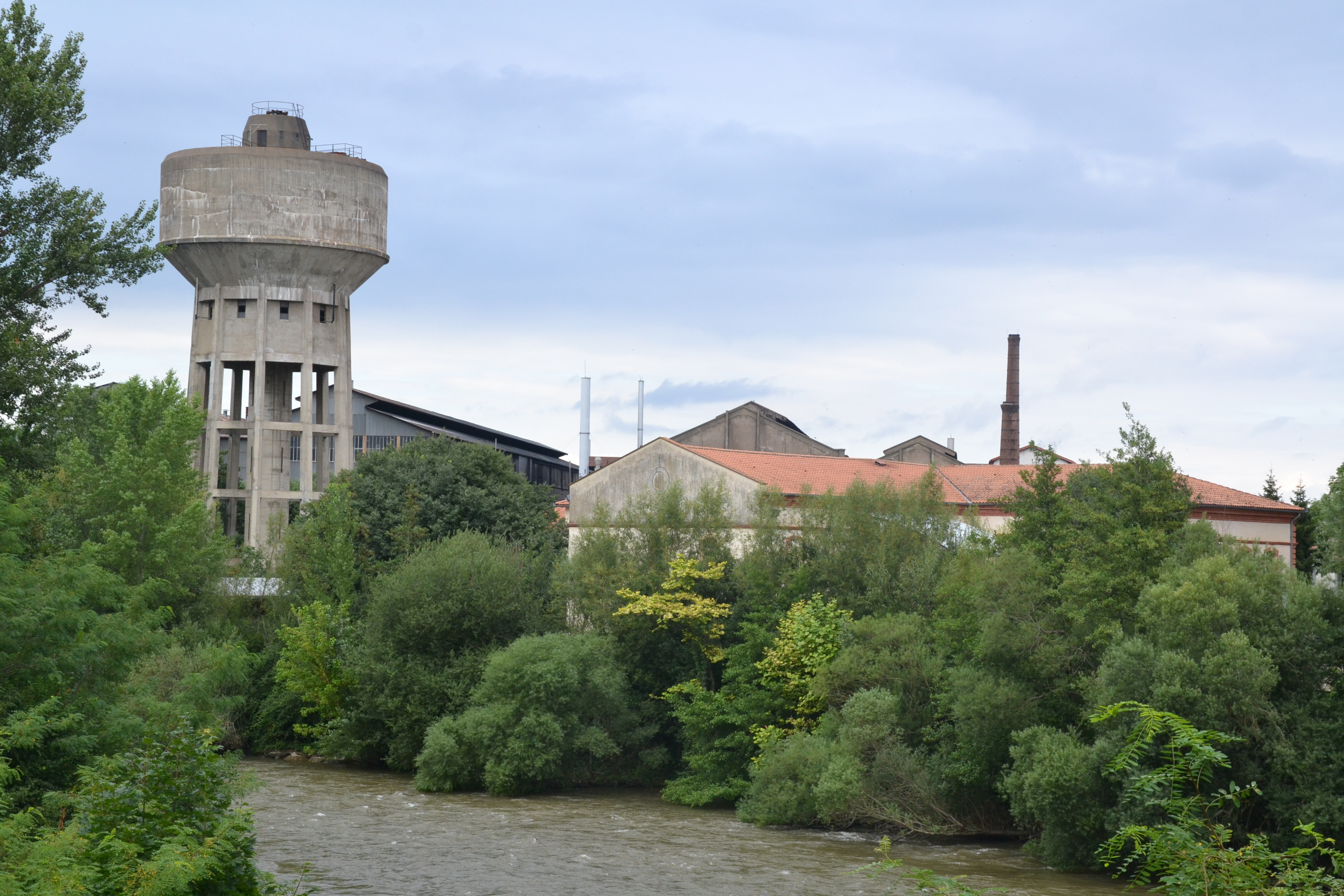
Le site métallurgique en bord d'Ariège.

Les cinq entreprises ayant leur siège social sur le territoire communal qui génèrent le plus de chiffre d'affaires en 2020 sont : 
- Pyreval, hypermarchés (46 988 k€) ;
- Pamiers Automobiles, commerce de voitures et de véhicules automobiles légers (30 427 k€) ;
- Sté Commerciale du Lac - Scala, commerce de voitures et de véhicules automobiles légers (24 618 k€) ;
- Mapaero, fabrication de peintures et mastics pour l'aéronautique, qui intègre en 2019 le groupe AkzoNobel (22 692 k€) ;
- Garonne Ariège Automobiles - G2A, commerce de voitures et de véhicules automobiles légers (21 036 k€).

L'Usine métallurgique de Pamiers est le plus gros employeur privé du département, elle appartient à l'entreprise Aubert et Duval.
Maestria Peintures regroupe plusieurs entreprises dans le domaine des peintures pour les bâtiments ou la signalisation routière.

### Agriculture
La commune fait partie de la petite région agricole dénommée « Plaine de l'Ariège ». En 2010, l'orientation technico-économique de l'agriculture dans la commune est la polyculture et le polyélevage.
|                                   | 1988  | 2000 | 2010 |
| --------------------------------- | ----- | ---- | ---- |
| Exploitations                     | 147   | 82   | 58   |
| Superficie agricole utilisée (ha) | 2 757 | 2888 | 2446 |

Le nombre d'exploitations agricoles en activité et ayant leur siège dans la commune est passé de 147 lors du recensement agricole de 1988 à 82 en 2000 puis à 58 en 2010, soit une baisse de 61 % en 22 ans. Le même mouvement est observé à l'échelle du département qui a perdu pendant cette période 48 % de ses exploitations. La surface agricole utilisée dans la commune a également diminué, passant de 2 757 ha en 1988 à 2 446 ha en 2010. Parallèlement la surface agricole utilisée moyenne par exploitation a augmenté, passant de 19 à 42 ha.

### Commerce et marchés
- Ville commerçante par son histoire, le centre de Pamiers reste encore dynamique, malgré la concurrence du centre commercial proche
- Centre commercial développé, avec village Auto (rassemblant un bon nombre de concessionnaires).
- Marché les mardi, jeudi, et samedi matin
- Marché aux puces le dimanche matin

### Transports
- Aérodrome de Pamiers - Les Pujols, géré par la Chambre de commerce et d'industrie de l'Ariège.
- Autoroute A66 (ouverte en 2002).
- Gare de Pamiers : Gare SNCF, ligne Toulouse - Latour-de-Carol.
- Navette gratuite entre la place Milliane et le centre-ville.

## Culture et patrimoine

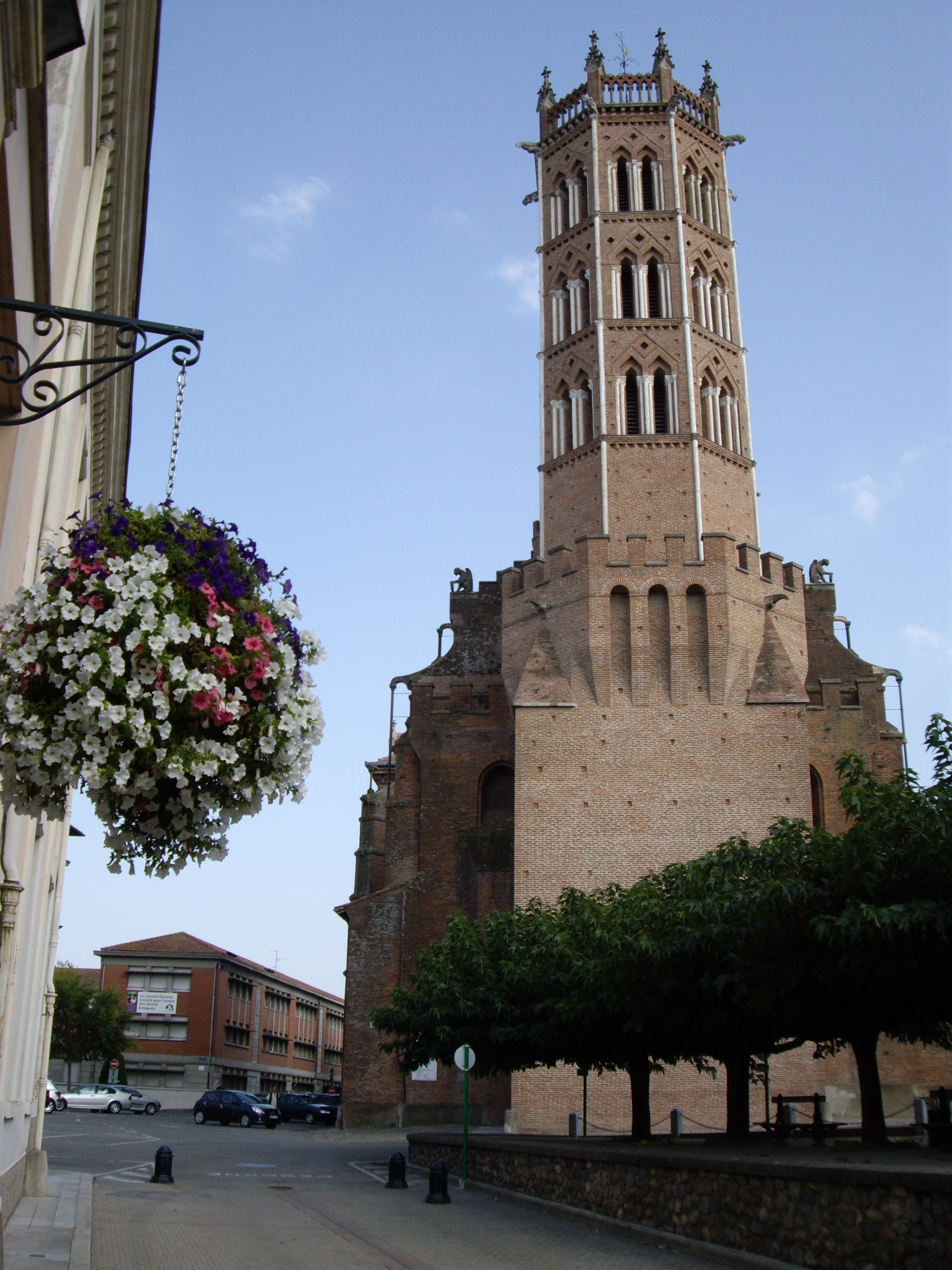
Cathédrale Saint-Antonin de Pamiers.

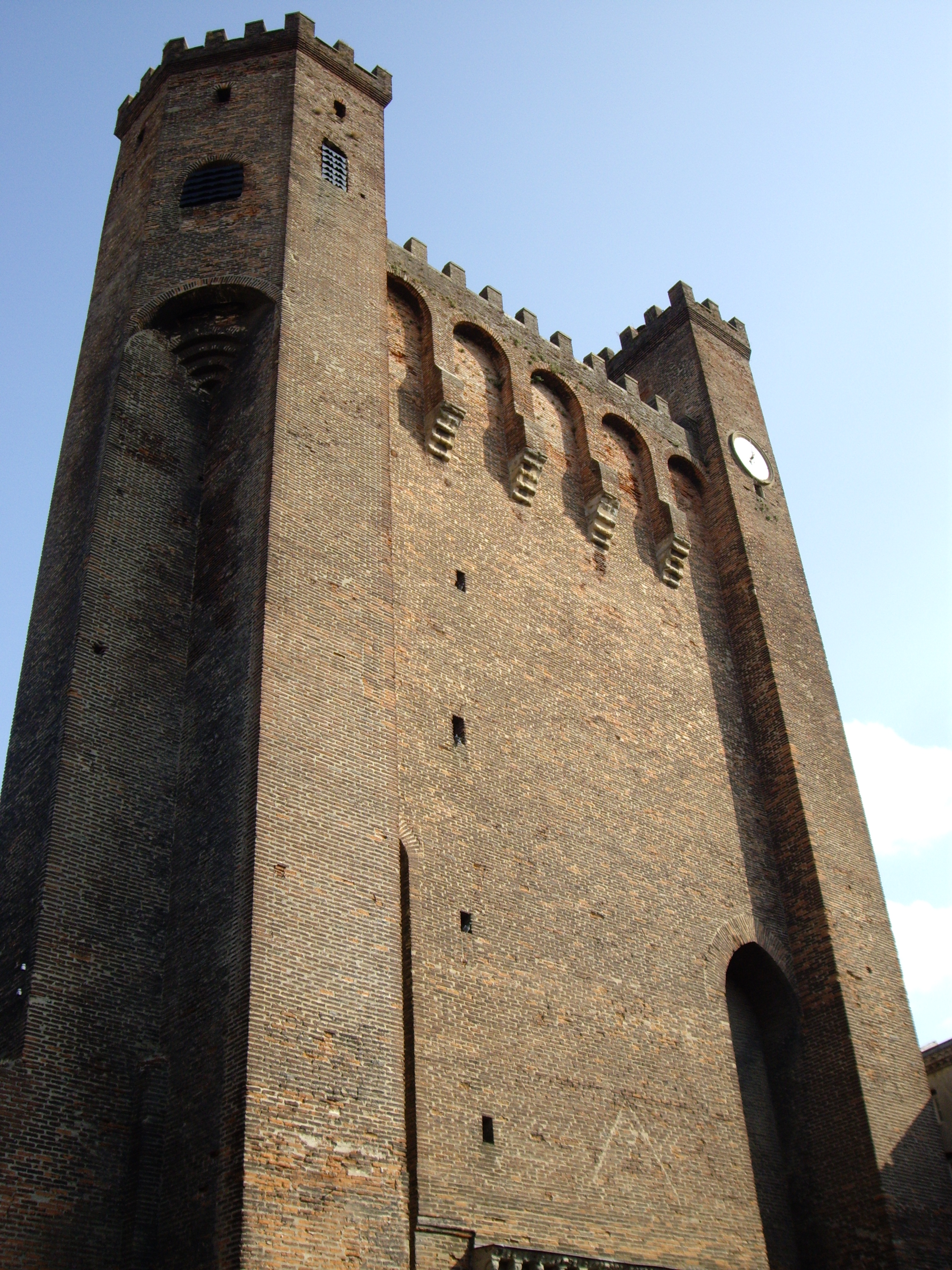
Église Notre-Dame-du-Camp de Pamiers.

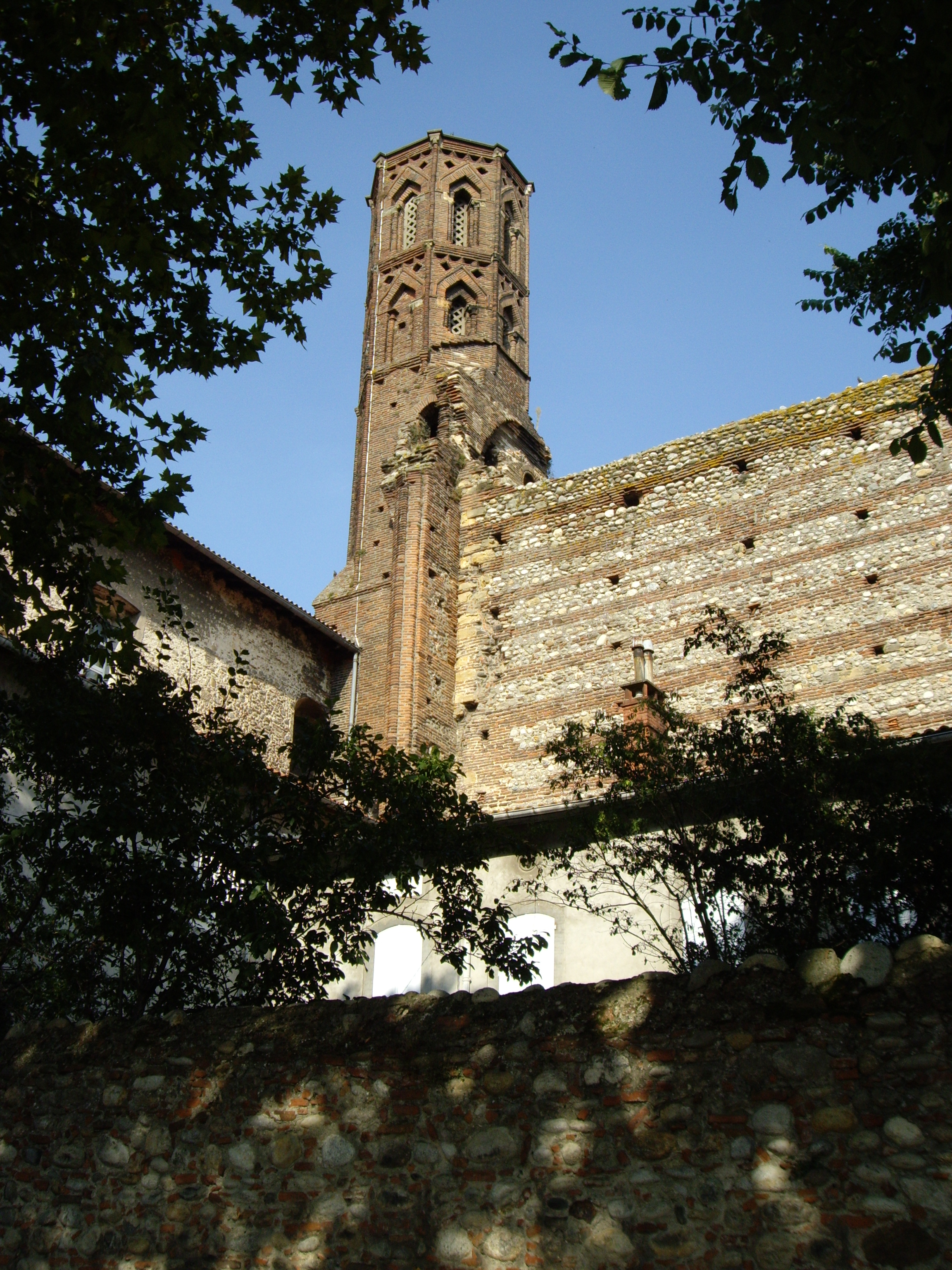
Tour des Cordeliers de Pamiers.

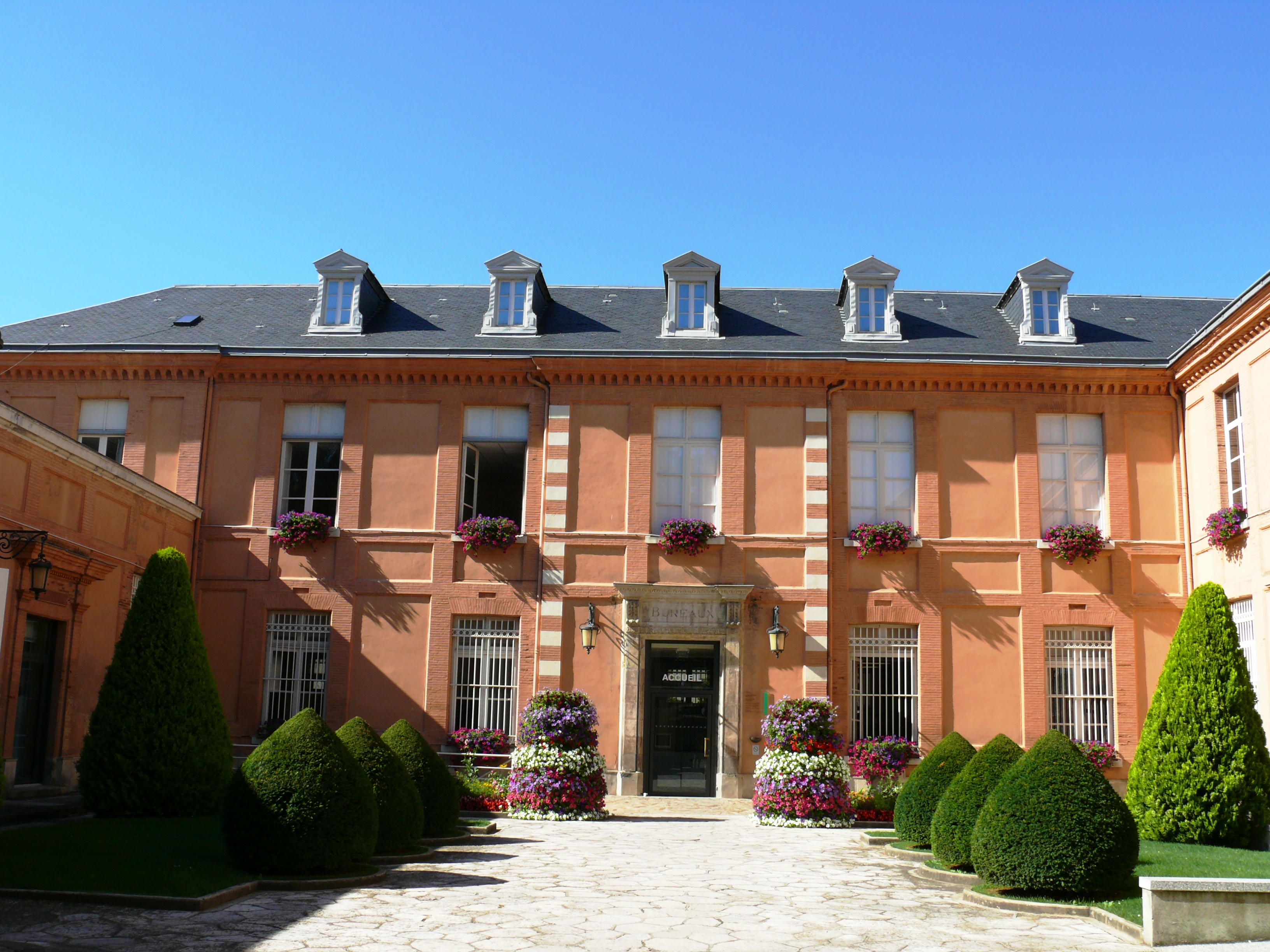
Hôtel de ville.

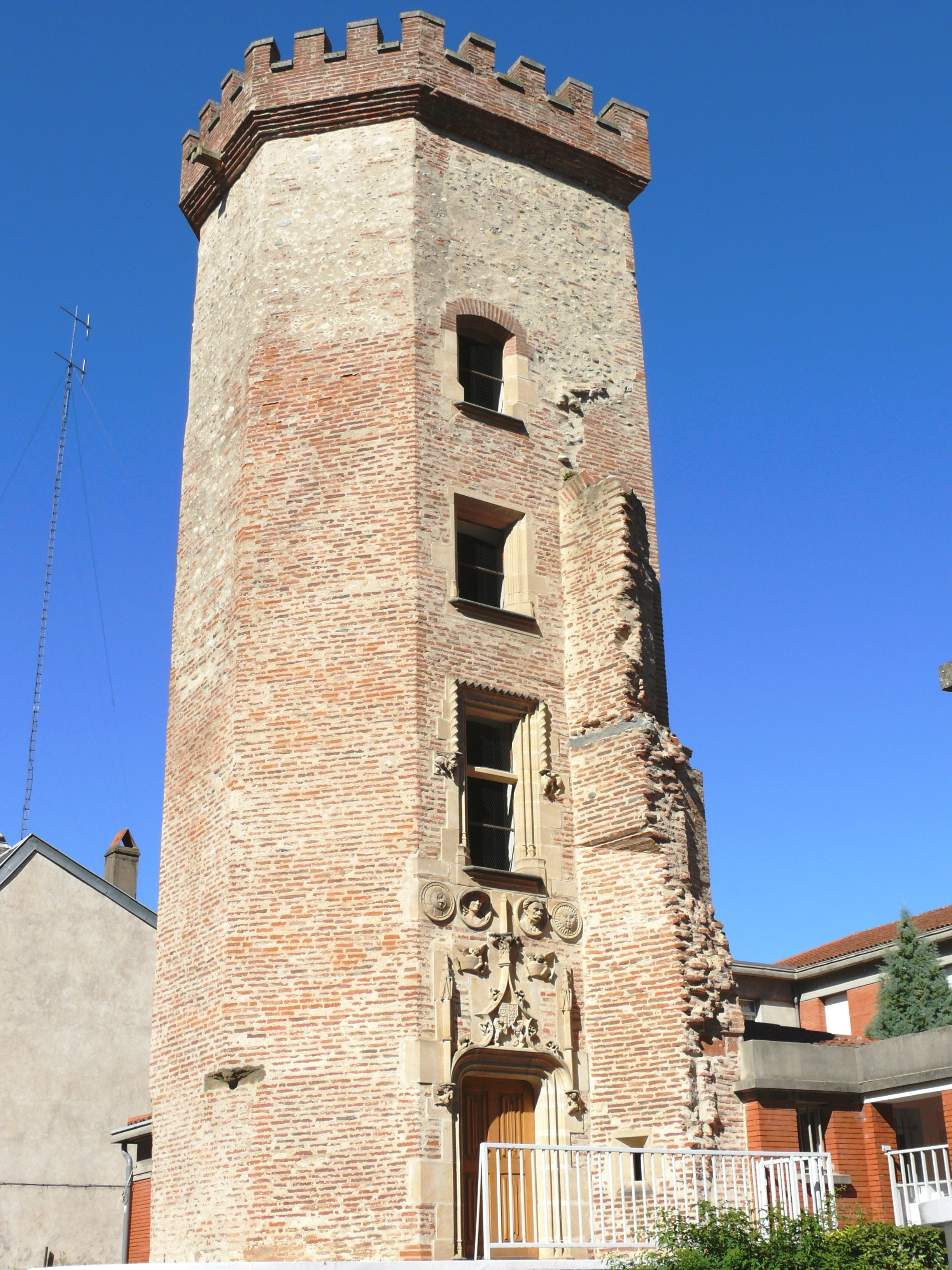
Tour de l'hôtel de la Monnaie du Languedoc.

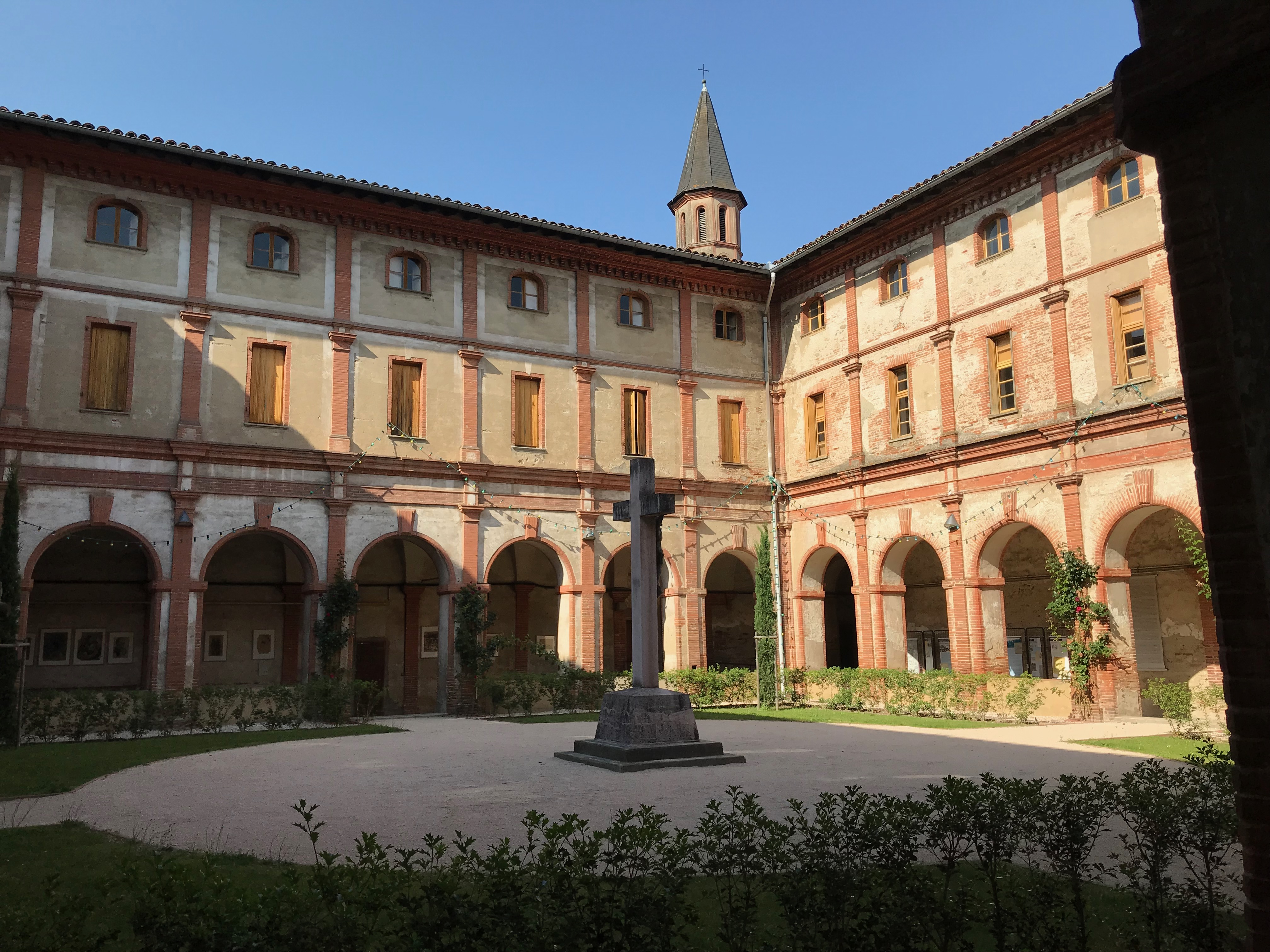
Vue sur le cloître du Carmel.

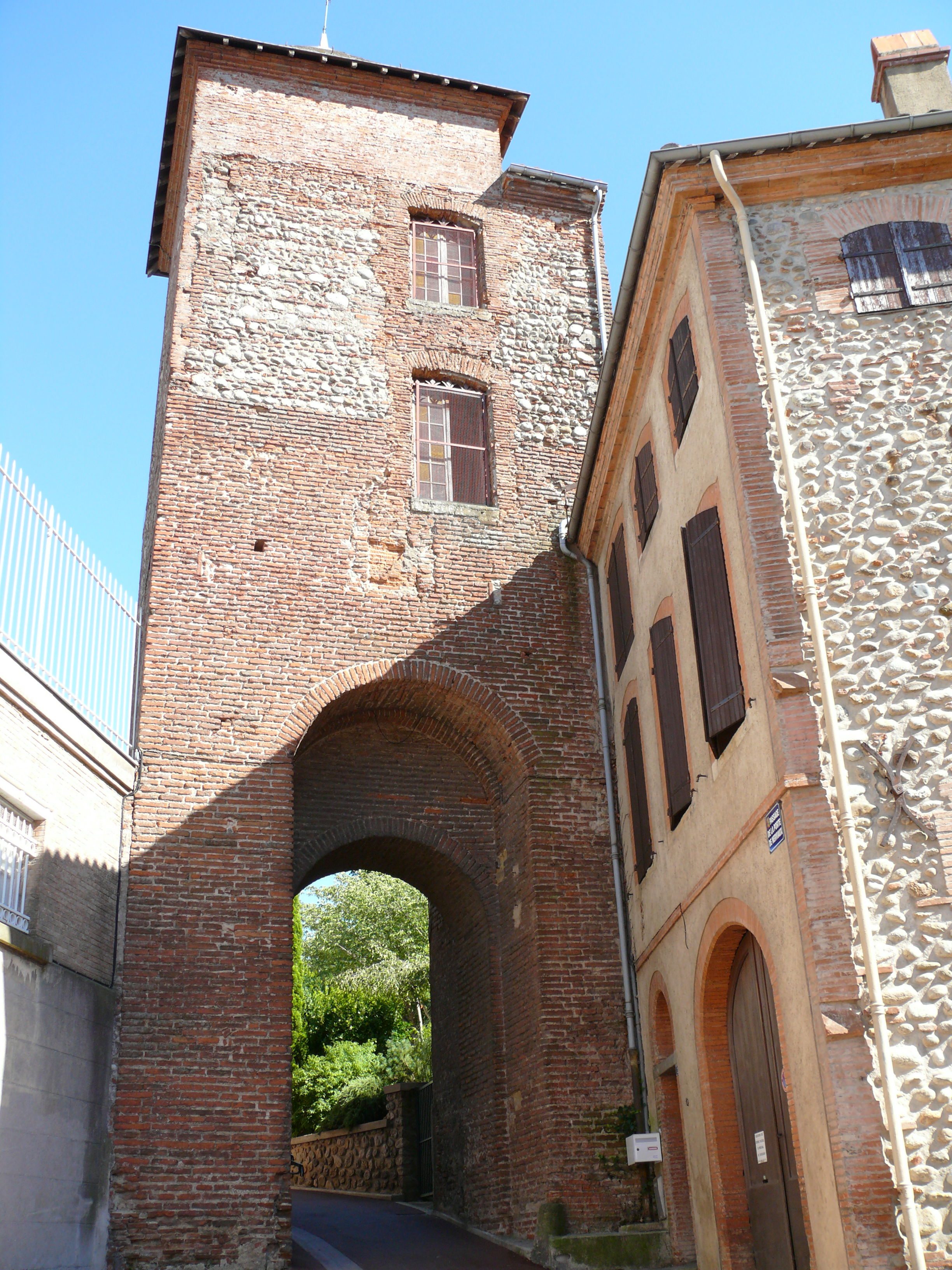
Tour de Nerviau.

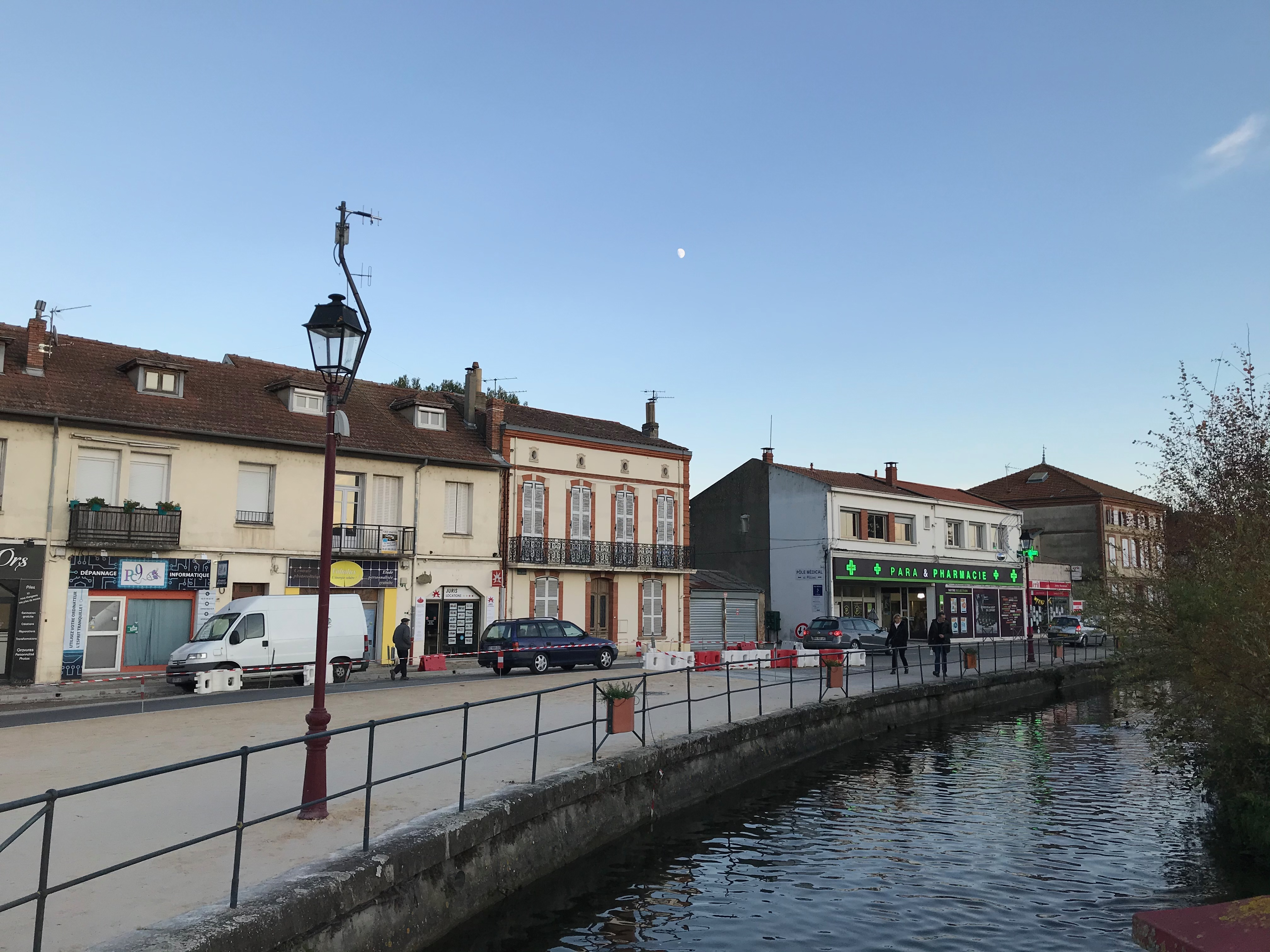
Le canal à l'est de la vieille ville, boulevard Alsace Lorraine.

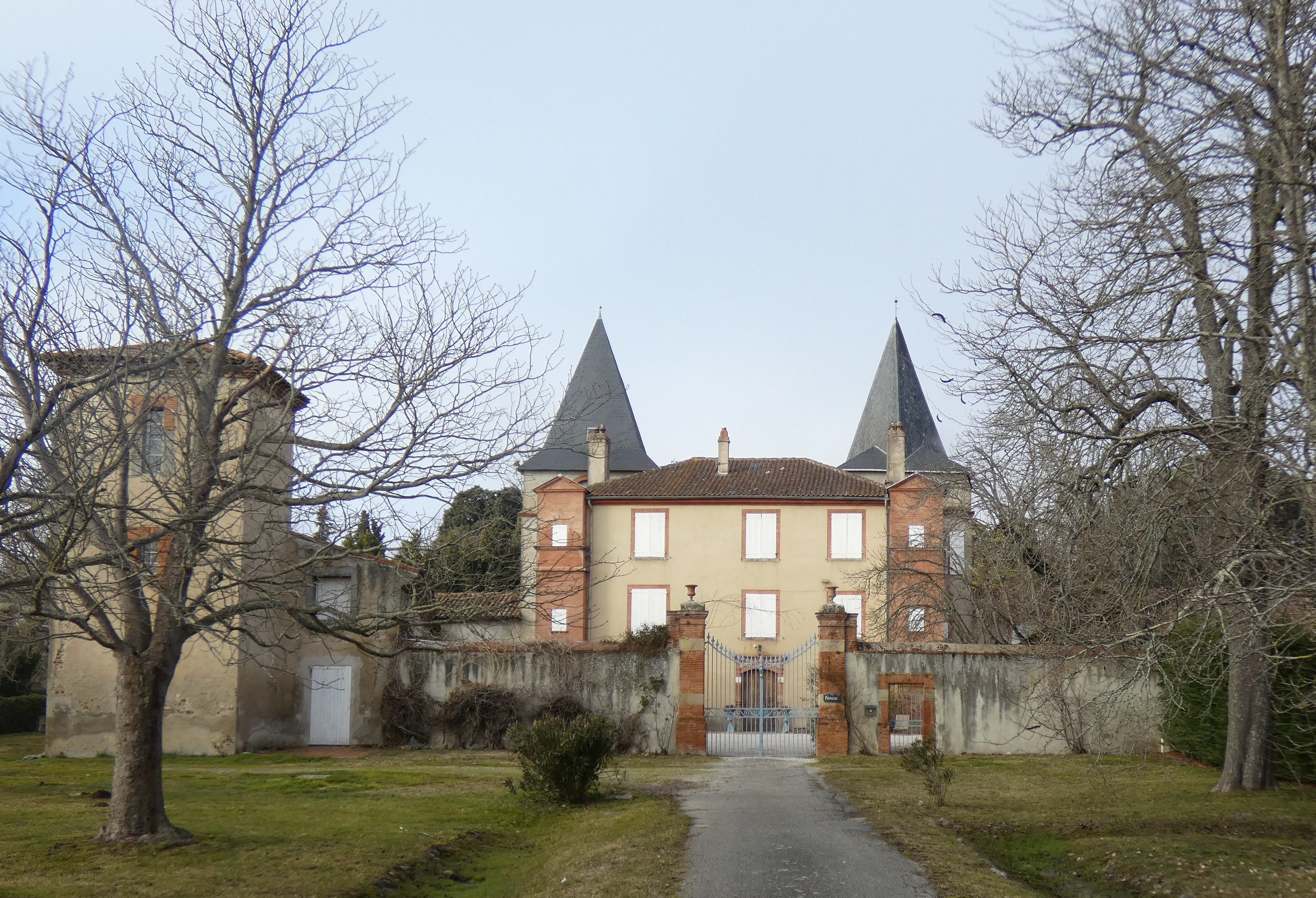
Le château de Riveneuve à l'est de la ville, route de Belpech.

### Patrimoine architectural
L'architecture, de style toulousain, fait la part belle à la brique rouge, en incluant parfois la moraine, matériau charrié par l’Ariège. La plupart des bâtiments historiques datent des XVIIe et XVIIIe siècles.

#### Cathédrale Saint-Antonin
Elle fut reconstruite au XVIIe siècle. Portail et sculptures du XIIe siècle. Le buffet de l'orgue date du XVIIIe siècle.

#### Église Notre-Dame-du-Camp
L'église Notre-Dame-du-Camp tient son nom (« Notre Dame des Champs ») de sa situation géographique, hors les murs de la ville. Si la construction de l'église date du XIIe siècle, un agrandissement important incluant la construction de la puissante façade en brique, fut effectué au XIVe siècle. Cette façade est la seule partie qui subsistera après la destruction de l’église par les Huguenots en 1577. L’église que nous connaissons aujourd’hui date donc du XVIIe siècle.
Le portail, classé, fut reconstruit à l'identique en 1870. Plusieurs toiles, des XVIIe et XVIIIe siècles, sont classées.
L'église abrite un orgue construit en 1860 par Émile Poirier et Nicolas Lieberknecht, classé monument historique pour sa partie instrumentale. Il a été restauré en 2004.
On y trouve également un carillon de vingt-et-une cloches.

#### Le Carmel
Le couvent des Carmélites de Pamiers fut fondé en 1648 par les sœurs de l'ordre de Sainte Thérèse d'Avila qui, anciennement établies à Auch, vinrent s'installer à Pamiers, et les bâtiments claustraux datent de la fin de ce siècle. Doté de magnifiques charpentes et de belles boiseries datant du XVIIIe siècle, le bois nécessaire à la construction fut acheminé par flottaison grâce au marquis de Gudanes, dont la fille était religieuse dans le couvent de 1707 à 1784.
À l'extérieur, s'élève une tour carrée appelée « tour de l'évêque », construite en 1285 sur les ordres du comte de Foix Roger-Bernard III, après qu'il se fut établi dans la ville par la force. Il s'agissait pour lui de marquer son pouvoir à la suite du paréage entre le Roi Philippe IV de France et Bernard Saisset (alors évêque de Pamiers). Comme sentence, Guy III de Lévis, Seigneur de Mirepoix, attribue cette tour à l'évêque, d'où son nom, décision confirmée par le Pape Boniface VIII le 17 février 1299. À la fin du XVIIe siècle, la tour est cédée au Carmel. De cette tour, on ne peut plus admirer les trois fenêtres romanes qui furent obstruées par une construction en 1967, ni les murs anciens qui disparurent sous le crépi.
Après 360 ans d'occupation (mis à part lors de la Révolution et de 1901 à 1917), les dernières carmélites vont quitter Pamiers pour Luçon à l'automne 2008. Il ne restera dès lors plus aucun des nombreux ordres religieux que comptait la ville.

#### Tour des Cordeliers
Son érection date de 1512. Elle reproduit à l'identique celle des Cordeliers de Toulouse, clocher octogonal à deux étages. Il existait bien une église avant le XIVe siècle, mais elle fut détruite par les Réformés au printemps 1562. Malgré une reconstruction modeste, elle n'échappa pas à la Révolution. La tour seule, gardée comme tour de guet, témoigne de cet ancien édifice.

#### Hôtel de ville
L'État et l'église dans les années 1800, était étroitement corrélé. Les immeubles dans lesquels, le Grand séminaire de l'Évêché était établi, autrefois, ont été confisqués à cause de la révolution et donc ces immeubles devinrent propriété de l'État jusqu'en 1811. Un décret a voulu transformer ces immeubles en des bâtiments administratifs pour divers services.
En 1822, la communauté de Pamiers a cédé à l'évêché ses anciens immeubles. En 1843, les bâtiments du grand séminaire étaient tellement délabrés que le ministre des cultes a donné l’ordre de reconstruire le bâtiment et de l'agrandir. Cette opération fit l'objet de transactions de maisons et de parcelles de terrains assez compliquées. Par la suite, la Cathédrale a profité également de cette opération d’urbanisme.
En 1907, peu après la séparation de l'Église de l'État, l'immeuble qui servait de palais épiscopal à l'Évêque, et qui était affecté au service des cultes fut vendu au département de l’Ariège (l’administration des domaines).
En 1913, la ville de Pamiers devient propriétaire de l'ancien séminaire. Puis, en 1920, la Banque de France fut propriétaire de ces immeubles rachetés 7 fois plus chers que lorsque la ville acquiert l'ancien séminaire. L'acte de vente fut signé par Docteur Rambaud, maire de Pamiers à cette époque.
En 1975, Pamiers racheta à la Banque de France l'immeuble pour environ 1,25 million de Francs, la Banque de France voulant vendre cet immeuble qui ne correspondait plus à l’évolution de son activité. La municipalité de
Pamiers transforma alors cet édifice de la place de Mercadal en un hôtel de ville fonctionnel qui fut inauguré en 1980, en remplacement de l’hôtel de ville précédent  situé sur la place Eugène-Soula.

#### Abbaye de Cailloup
L'ancienne abbaye du Mas-Cailloup (dite aussi « Mas-Vieux ») est une chapelle romane construite dans la première moitié du XIIe siècle. Maintenant restauré, le bâtiment a été partiellement classé monument historique en 1992.

#### Palais de justice
Commencé en 1665, le Tribunal de Première Instance devint rapidement exigu. On le reconstruisit alors, et il fut terminé en 1777.

#### Lycée du Castella
Aujourd'hui Lycée, il s'agit à l'origine d’un ancien séminaire datant du XVIIIe siècle, construit sous les ordres de François de Caulet, alors évêque de la ville. En 1998, on ajoute un troisième étage à l'édifice.

#### La Tour de la Monnaie
Il s'agit de la tour de garde d'un atelier monétaire créé en 1419 par Jean Ier. Cet atelier cessa son activité en 1422, conformément à la décision de Charles VII. Il la reprit au siècle suivant, grâce à la translation de l’atelier monétaire de Toulouse vers Pamiers. Mais en 1596, l'Hôtel des Monnaies de Toulouse rouvre.

#### Porte de Nerviau
Il s'agit du seul témoignage de l'enceinte fortifiée qui séparait les quartiers du Couserans et du Mercadal. Le dernier remaniement de ce bâtiment date du XVe siècle.

#### Les canaux
Les canaux ceinturant la vieille ville sont inscrits à l'Inventaire supplémentaire des Monuments historiques en 1999. Dès le XIe siècle, ils faisaient tourner les nombreux moulins.

#### Château de Riveneuve-du-Bosc
Riveneuve est un hameau à l'est de la ville ayant appartenu au baron d'Ornolac. Le château date du XVIIe siècle a été agrandi et décoré par le peintre Jules de Lahondès qui en hérita en 1850, élève de Joseph Latour, historien et archéologue renommé et président de l’Académie des Jeux floraux de Toulouse. Entouré d'un parc, il a été restauré en 2000 et propose des chambres d'hôtes.

#### Autres
- Monument aux morts

### Patrimoine environnemental
La ville, irriguée par des canaux, abrite une population de canards relativement importante. Pamiers possède également un parc fort bien entretenu, avec des arbres pluricentenaires.

### Gastronomie
Dans la vallée de l'Ariège, est produit un haricot particulier, nommé « coco de Pamiers ». Il s'agit d'un petit haricot rond qui, bien que présent depuis bien longtemps, avait été supplanté par le lingot. Remis au goût du jour par quelques passionnés (qui ont par la suite créé une confrérie), on peut à nouveau apprécier sa saveur délicate dans la mounjetado, le cassoulet local.

### Devise
On peut noter deux devises : l'une en latin, l'autre en langue d’oc. On n'en connaît pas l'origine.
- Incolumen sic me fata reservant (Les destins me gardent ainsi saine et sauve)
- Que ma feyt me gardo (Qui m'a fait me garde).

### Héraldique
| Blason de Pamiers | Blason  | Coupé d'un et parti de deux : au 1er de gueules au lion d'or, au 2e d'azur à une fleur de lys d'or, au 3e d'or à trois fasces de gueules, au 4e de gueules à l'aigle bicéphale d'or surmontée d'une couronne du même, au 5e de gueules à une tour crénelée de cinq pièces d'argent ouverte, ajourée et maçonnée de sable, au 6e d'or à un ormeau arraché de sinople. |
| Blason de Pamiers | Détails | Le blason représente les six quartiers de la ville : - Le Mercadal (autour de la cathédrale), représenté par le lion qui se trouvait dans les armes d'Arnaud de Villemur, évêque de Pamiers au XIVe siècle ; - Villeneuve (autour de la place de la République) qui, par sa fleur de lys, symbolise le paréage avec Philippe le Bel en 1308 ; - Les Trois Barris, représenté par la tour (du boulevard de la Libération jusqu’au marché au bois) ; - Roumengous (du parc municipal jusqu’à l’école de Lestang). Ce quartier est représenté par l’aigle bicéphale, armes des religieux de Saint-Antoine du Viennois, qui fondèrent un hôpital dans le quartier ; - Le Camp (autour de l’église Notre-Dame-du-Camp) est représenté par trois fasces, symbolisant les barrières des champs clos ; - Loumet (seul quartier à l’extérieur des canaux), représenté par un ormeau (« l’olmet » en occitan). Le statut officiel du blason reste à déterminer. |